# 人力飛行機
人力飛行機（じんりきひこうき、じんりょくひこうき/英：Human powered aircraft, Human powered airplane）は、人間の筋力のみを動力源とし飛行する飛行機のことである。純粋な人力飛行機においては推進力としてのモーター等の併用は認められないが、操縦系統などでサーボモータ等を使うことがある。人力飛行機という言葉は固定翼機の形態を指すことが多いが、広義には人力ヘリコプターや人力オーニソプターを含める場合もある。
英語では Human powered aircraft が用いられることが多いが、国際航空連盟（Fédération Aéronautique Internationale/FAI）の分類では Humanpowered Aircraft は固定翼機である人力飛行機の他に人力ヘリコプターや人力オーニソプターも含む人力航空機を意味し、人力飛行機は Humanpowered Airplanes に分類される。また、英語の頭文字をとって、しばしばHPAと略される。かつてはMan powered aircraft/MPAも用いられていた。また、自転車のように足でペダルを回して動力を得る足漕ぎ式の人力飛行機を特にPedal powered airplaneのように称することもある。

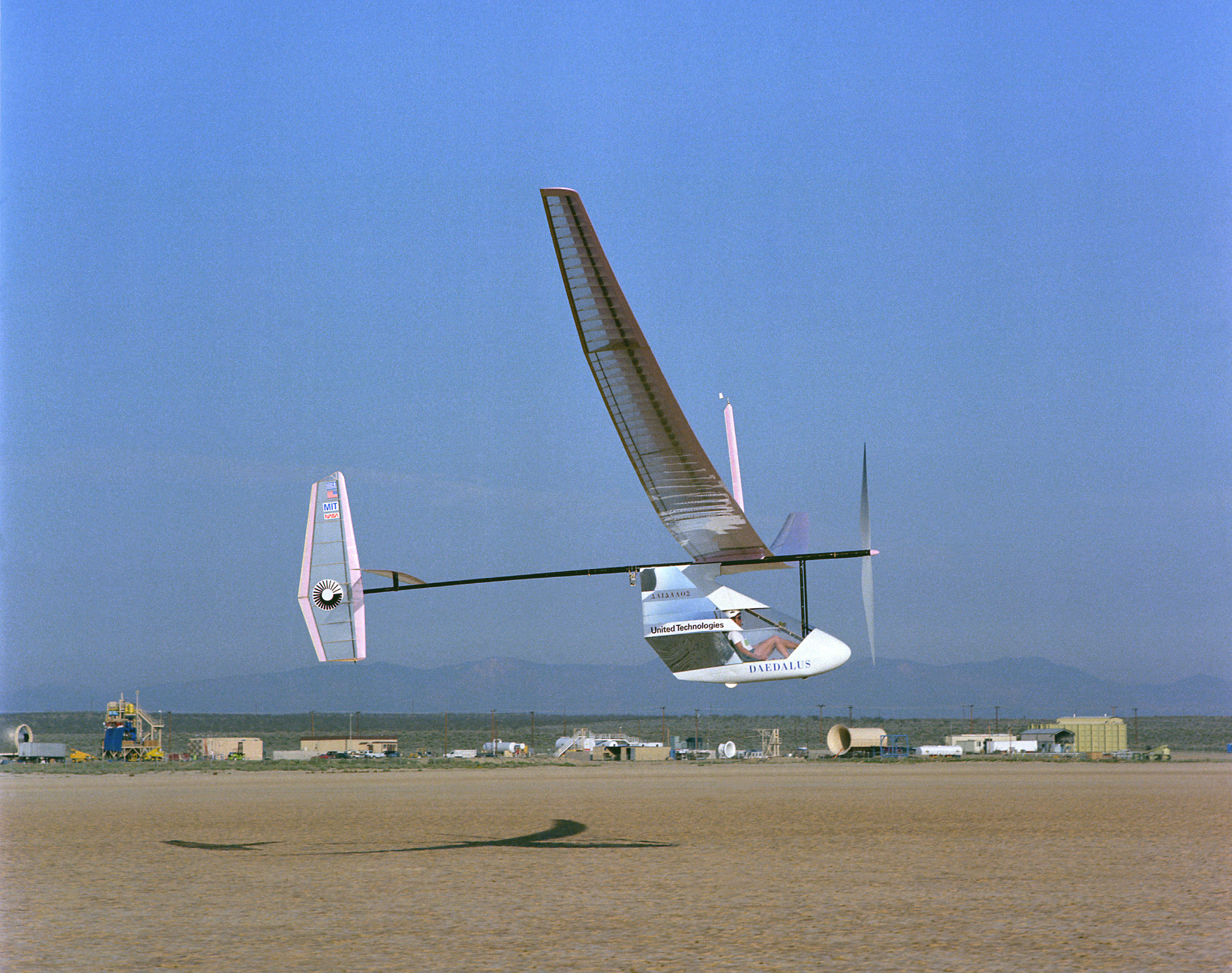
1988年直線距離、滞空時間の現世界記録を樹立した、マサチューセッツ工科大学のダイダロス。
現代の人力飛行機の基本形となっている。

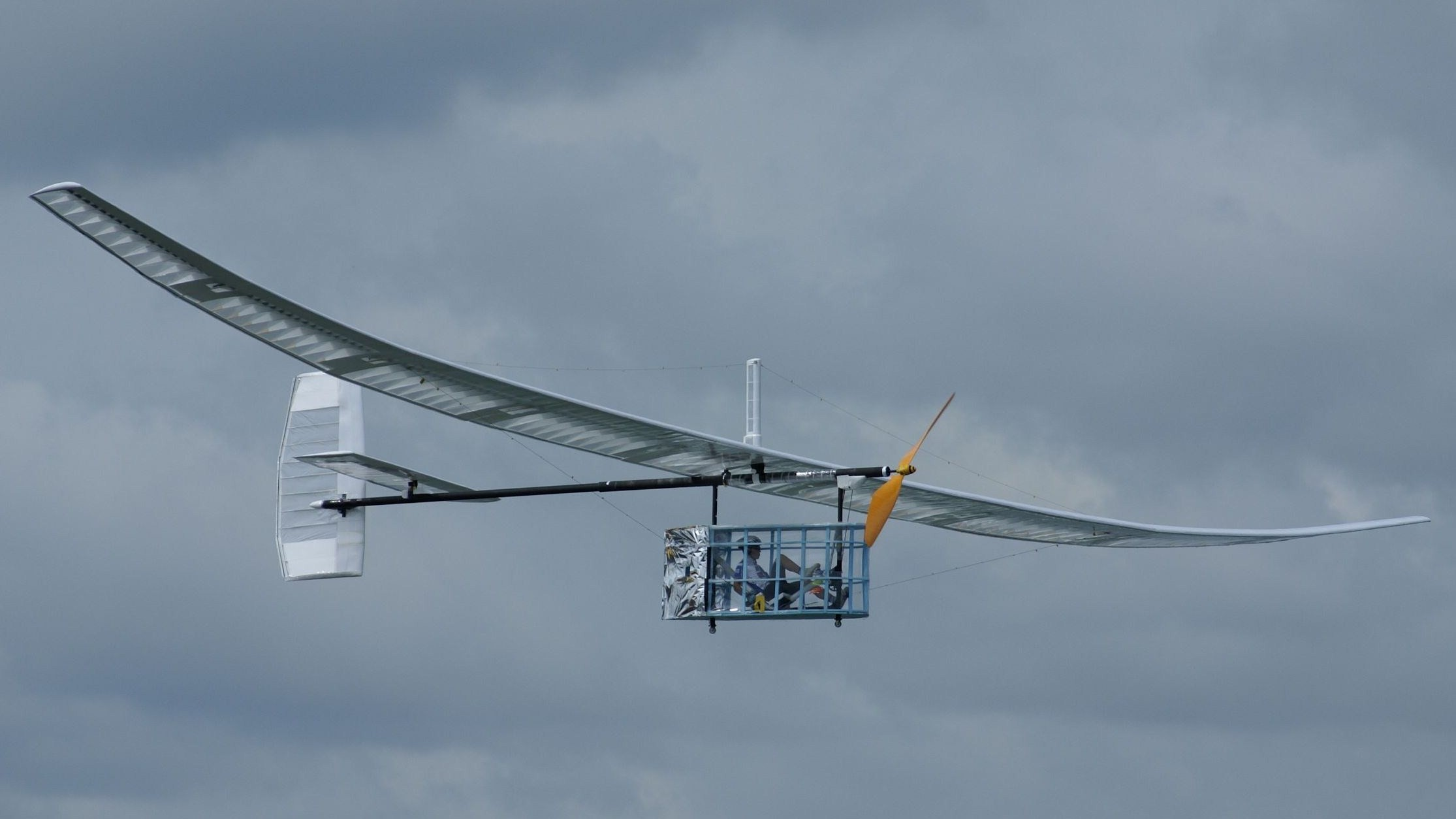
山形大学Craft-Palの人力飛行機（第30回鳥人間コンテスト出場）

本項では主に固定翼機について述べる。

## 概要
人力飛行機は人間の筋力のみを推進力とする飛行機である。多くの場合、自転車のような足漕ぎ式でプロペラを回して推進力を得て飛行する。原動機を使用した実用航空機と比較して低出力で飛行するため、抵抗を減らすための細長い主翼と簡素な構造による軽量な機体が特徴であり、飛行速度も航空機としては非常に低速である。風雨などの環境要因の影響を受けやすく飛行可能な気象条件は限定的である。
人力飛行機はその成功にいくつかの懸賞が設けられたが、特に1959年に始まった「クレーマー賞（英語版）」により世界中で研究開発が進んだ。1979年のゴッサマー・アルバトロスによるイギリス海峡横断がクレーマー賞の成功例である。世界初の人力飛行の成功は諸説あるが、公式に人間の筋力のみで離陸し、継続飛行に成功したのは1961年11月9日、イギリスでサウサンプトン大学の学生チームが開発したSUMPAC（The Southampton University Man Powered Aircraft：サンパック)であるとされ、このときのパイロットはデレク・ピジョット（Derek Piggott（英語版））であった。大学において学生の研究テーマとして採用されることがある他、低レイノルズ数領域の研究やソーラープレーンの開発に影響を与えた。
世界記録は他のスカイスポーツと同様にFAIが統括しており、マサチューセッツ工科大学(MIT)が開発したダイダロス88により飛行距離約115km、滞空時間約4時間の記録が残されている。また飛行速度ではドイツ人のグンター・ローヘルトが開発したマスキュレアー2が時速約45kmという記録を残している。
日本記録は日本大学理工学部航空研究会開発のメーヴェ21（Möwe21）が記録した飛行距離約49km、滞空時間約1時間48分であり、速度記録は技術者が結成したTeam'F'開発のNextzが記録した時速約28kmである。
人力飛行機を統括する団体は存在しないが、人力飛行を専門に取り扱う団体としてクレーマー賞の管理とイカロスカップを主催しているイギリスの王立航空協会（Royal Aeronautical Society（英語版）/RAeS）内の人力飛行グループ（Human powered flight group）が存在する。競技としては日本で行われている鳥人間コンテスト選手権大会、イギリスで行われているFAI公式大会であるイカロスカップなどがある。なお、世界記録を統括しているFAIの規定と鳥人間コンテスト選手権大会の規則が異なるため、鳥人間コンテスト選手権大会における記録は公認記録とはならない。

## 特徴

### 機体
人力飛行機は極めて軽量な造りのプロペラ付き固定翼機である。グライダーと同様に誘導抗力を減らした翼幅の大きな非常に細長いアスペクト比の大きな主翼を持ち、長距離飛行向けの人力飛行機では翼幅は30〜40mに達し、YS-11やエアバスA320といった中型旅客機に匹敵する。2人乗りの機体では更に大きく翼幅は40mを超える場合がある。アスペクト比は30前後 から40を超える機体も存在する。 全長は大きい場合でも10m程度である。現在では主構造の材料に炭素繊維強化樹脂（CFRP）やポリアミド繊維といった軽量且つ高強度な材料を用いることで機体のみの重量は概ね25〜40kg程度で製作されている。パイロットの体重を含めても、一人乗りならば100kg程度以下の重量で、軽い物では80kg以下 という機体も存在する。機体の材料にはCFRPやポリアミド繊維の他に発泡スチロールを始めとした発泡プラスチック、フィルムといった高分子材料、バルサなどの木材、アルミニウム合金などの軽量合金および強度が要求される部位には一部ステンレスなどの金属が用いられる。

### 飛行
機体の速度は目的によって異なり、低速な機体では空気に対する速度、即ち対気速度が5m/s程度 から速度世界記録機の12.5m/s まで存在するが、長距離飛行向けの機体で7m/s程度、高速飛行向けの機体で9m/s〜11m/s程度であることが多い。 飛行高度は通常数mであるが、これは人力飛行機の能力の限界ではなく、地上から離陸し130フィート（約40m）まで上昇したという報告がある。それにも関わらず低高度を飛行するのは地面効果の利用（但し、長距離飛行においては改善しないとする調査結果もある）、風の影響の低減および安全面からの要請で低高度を保つ利点が多いためである。これらは高度が低いほど有利となるが、高度が低すぎると風向き、風力の変化や体力消耗、旋回などによる高度損失に対して余裕を失うため、ある程度の高度を確保しておくことも人力飛行機の飛行においては重要である。人力飛行機の適切な高度は実際の飛行状況により異なり総合的に判断される。
飛行距離および滞空時間は機体性能、パイロット、気象条件に左右される。人間の持久力はその出力が小さいほど長時間持続することが可能となる。飛行距離を伸ばすために機体は必要出力を抑える必要があり、軽量、低抵抗で良好な伝達効率およびプロペラ効率が求められる。また、後述するように人力飛行機が安定して飛行するために適した気象条件が必要となる。

### パイロット
人力飛行機においてパイロットはエンジンと操縦者の2つの役割を担う。ほとんどの場合、パイロットは1人であるが、2人乗りの機体も存在する。1人乗りの機体の場合、定常飛行時にパイロットに要求される出力は200〜300W、高速飛行向けの機体では300W以上となる場合もある。定常飛行時の必要出力を長時間維持することは自転車競技に匹敵し、継続した飛行を達成するには長時間、出力を継続する必要があるため相応のトレーニングが必要である。歴史的にも著名な飛行を成功させたパイロットは自転車競技者である。ダイダロスによる世界記録飛行の場合、自転車競技者やトライアスロン選手など100名以上を募集し試験、調査を繰り返した上で、最終的に5人のパイロットを採用している。さらにその採用されたパイロットたちは各々のトレーニングメニューをずらすことでパフォーマンスが最大となるタイミングをローテーションさせて飛行に適した気象条件を待った。最終的に世界記録を樹立したパイロットは当時の自転車競技のギリシャチャンピオンであり、ロサンゼルスオリンピック代表選手だったカネロス・カネロプーロスである。また、2013年1月末時点の日本記録保持者、増田成幸は日本大学在学中から人力飛行機パイロットと並行して自転車競技者として活動しており、現在も自転車競技者として活動を続けている。
長距離飛行向けの機体では自転車競技と同様にパイロットの飛行中の体力維持のために水分、エネルギー補給用のドリンクや補給食を搭載する場合もある。ダイダロスではパイロットの生理学面の研究に協力したイーサン・ネーデル（Ethan Nadel）を始めとするイェール大学のメンバーとプロジェクトのスポンサーでもあった健康食品企業、シャクリー社（Shaklee（英語版））により最大6時間に及ぶと考えられた飛行中のエネルギー補給のために専用ドリンク「イーサン-オール(Ethan-ol)」が開発された。
また、パイロットの出力は脚などの往復運動によって得られるため回転数や出力が脈動する。この脈動が人力飛行機には様々な悪影響を与える。一例としてプロペラの効率低下、機体の振動、チェーンドライブにおける伝達効率の低下が挙げられる。そのためパイロットは通常の自転車とは異なる極力脈動を抑えた漕ぎ方を習得することが望ましい。
人力飛行機は他の航空機と異なり極めて軽量、かつ巡航時の対気速度が極端に遅いため、風の影響を非常に受けやすく、意図した経路を飛行させることは簡単ではない。さらに機体全体を軽量に製作するため低剛性となる傾向にあり、多くの機体で昇降舵、方向舵、場合によっては補助翼やスポイラーなどの操舵面を有してはいるが、その操縦は長大かつ柔軟な人力飛行機特有の困難さがある。従って、安全かつ安定した飛行のためにはパイロットは体力トレーニングだけではなく操縦トレーニングを積むことが望ましいとされ、実際の操縦訓練方法としては試験飛行の他にグライダーやシミュレータによる訓練が報告されている。ダイダロス計画においては非常に身体能力の高いパイロットを採用したこともあり、主なトレーニングは操縦に関するトレーニングであり、グライダーから始まり、飛行機、シミュレータ、人力飛行機と操縦トレーニングを進めた。

### 天候の影響
人力飛行機は降水や風といった天候の影響を受けやすい。降水は材料として用いられる木材や発泡材などの変形、変質による強度低下や吸水による重量増を招く。空力面においても主翼に採用されることの多い層流翼型が表面の粗さや形状の誤差によって抗力増加が顕著な性質を持つ為、翼表面の水滴や霜の付着により性能が低下する。朝露の影響により抗力が約30%増加したという報告が存在する。 航空機は一般的に風の影響を受けるが、とくに速度の遅く軽量な人力飛行機は影響を受けやすい。風速5m/s以上の条件下では飛行不可能とも言われ、団体によっては風速2m/s以上では飛行しないこともある。ダイダロスの記録飛行の場合も計画段階で飛行に適した気象条件が整いやすい季節を選んだ上で、さらに現地で3週間以上風が穏やかな日を待ち続けている。 また2009年に東北大学流体化学研究所の大林茂の下で実施された東北大学の学生団体、Windnauts（ウインドノーツ）による周回路飛行距離記録への挑戦ではCFD解析システムを用いて飛行領域の気象予測が行われ、飛行経路設定の他にリスクマネジメントにも用いられた。

## 製作

### 製作団体
人力飛行機は様々な国で研究、製作され、イギリス、南アフリカ、日本、オーストラリア、フランス、ベルギー、アメリカ、ドイツ、シンガポール、韓国、中国、オランダなどの国で人力飛行に成功している。人力飛行機の製作は大学など何らかの教育・研究機関に所属する団体であることが多いが、それ以外の団体による製作も報告されている。ダイダロスの開発チームが前者であり、飛行速度の世界記録保持機であるマスキュレアー2やゴッサマー・コンドルの開発チームが後者である。日本の場合は学生が主体的に運営する同好会による人力飛行機の製作が盛んである。学生主体の団体は一年毎に主要な人員が入れ替わるため、継続的な開発が行いにくいのが実情である。 また、一部の大学では学生の卒業研究のテーマなど研究対象として人力飛行機を採用している。また、極少数ではあるが、鳥人間コンテスト選手権大会や記録飛行などを目指さず、純粋な研究・教育対象として人力飛行機を扱う事例も存在する。日本には現在、非大学系の人力飛行機製作団体が複数存在し、FAIスポーツ規定に基づく世界記録の樹立あるいはクレーマー賞の獲得を目標としている（#日本における活動にて詳述 ）。

### コスト
人力飛行機の製作工数は団体により異なるが、1970年代には10000〜25000人時間という報告がある。また現在では一例として学生団体では製作に約8000人時間、社会人主体の団体では設計・製作に約2000人時間、運用を含めたプロジェクト全体で約6000人時間という報告がある。ダイダロスの場合、プロジェクト全体で約170000人時間であった。
ダイダロス計画では予備機も含めた製作費用は当時の金額で685000ドル、プロジェクト全体の直接経費は120万ドルに達し、アメリカ航空宇宙局（NASA）、MIT、国立スミソニアン博物館、ユナイテッド・テクノロジーズ社（航空宇宙産業などの複合企業）、シャクリー社（健康食品企業）、アンハイザー・ブッシュ社（ビール製造会社）など50以上の企業、団体 から提供された。
近年の日本における機体製作費は各団体により異なるが100万〜350万円程度であることが多く、中には450万円に達する例もある。現代の人力飛行機では炭素繊維強化樹脂を多用するなど高価な材料を用いる場合があるため、団体によっては高価な部品、部材を繰り返し別の機体に使用する場合がある。日本で多く見られる学生同好会の場合、多額の制作費は所属する学生自身が拠出する他、OBなどの支援者からの寄付で賄っている。わずかではあるが教育活動の一環として製作費用の一部を負担する大学も存在する。

## 運用
人力飛行機の飛行は記録飛行などを除き、単一の滑走路上で離着陸を繰り返す試験飛行という形で見られる。試験飛行は安全で確実な試験のため、地上補助員の補助を受けながら行われる。離陸前および着陸後の滑走時に左右の傾きなどの姿勢の保持や安全な進路への誘導、および必要に応じて加減速のため人力飛行機は補助員の補助を受ける。また、飛行中も機体姿勢などの観察および緊急着陸に備えて補助員が伴走する。
試験飛行は一般に風の弱い早朝に行われる。高速機では運用性を重視してあえて2〜3m/s程度の風に正対させて飛行させる場合がある。 日本においては試験飛行にはグライダーの離着陸に使用される滑空場、農道離着陸場、空港跡地の滑走路が利用され、これらの滑走路の長さは400〜1200m程度である。グラウンドなどの敷地で短い試験飛行を行うこともある。試験飛行の回数、総飛行距離は各団体によって差があるが、一年間に総飛行距離で10km以上の試験飛行を行う団体も存在する。
記録飛行の場合は滑走路外を飛行することもある。飛行距離や滞空時間の一般記録に挑戦する場合、滑走路内で完結する飛行では記録更新できないまでに記録が向上したため、現在ではFAIスポーツ規定にある離陸地点と着陸地点の高低差規定を満たすために海や湖など開けた水面の上を飛行する必要がある。アメリカでは砂漠で記録飛行が行われたことがある。滑走路がない場所から離陸する場合には滑走路あるいはレールを仮設する。 また静岡県の富士川河口に存在する富士川滑空場の滑走路は海に隣接しているため、記録飛行の出発地点として使用されることがある。一方、速度記録は後述するように1500mの三角形コースを周回するため、コースの一辺を滑走路に沿わせることで離着陸を滑走路上で行うことが可能となる。実際、速度記録の日本記録は農道離着陸場を利用して行われた。

## 研究・教育
人力飛行機は日本大学理工学部を始め、いくつかの大学において学生の研究テーマとして採用されている。人力飛行機に関する研究結果は航空宇宙学会などで発表される例がある他、日本航空宇宙学会の主催で1995年から毎年1回開催されているスカイスポーツシンポジウムにおいても主要な講演テーマに挙げられている。
人力飛行機で得られた知見は空力分野では低レイノルズ数領域の航空機であるという点から高高度を飛行する航空機や風力発電の風車の研究に生かされている。また非常に低出力で飛行可能な出力重量比が小さな航空機であるため、太陽電池を搭載したソーラープレーンの開発にも影響を与えており、ソーラープレーン分野の著名な飛行に繋がっている。例としてポール・マクレディによるゴッサマー・ペンギンによる初の有人飛行やサンシーカーの北米大陸横断などが挙げられる。ダイダロスの原型機であるミシェロブ-ライトイーグルは後にオーロラフライトサイエンスにより修復、改造され7500m以上の高度に於ける実験用無人ソーラープレーン「サンライトイーグル」となった。 また、松下電器産業（現在のパナソニック）と東京工業大学および同学同好会Meister（マイスター）によって共同製作された世界初の乾電池有人飛行機、オキシフライヤーも人力飛行機を基礎としている。（オキシライド有人飛行プロジェクトも参照のこと）

## 競技
人力飛行機による競技は各々の団体が個別に記録あるいは課題に挑戦する形態と複数の団体が開催地に集まる競技会の形態をとるものがある。前者は国際航空連盟スポーツ規定に基づく世界記録やクレーマー賞であり、後者が日本で開催されている鳥人間コンテスト選手権大会やイギリスで開催されているイカロスカップなどである。鳥人間コンテスト選手権大会を除くと、継続的に行われる競技会は報告されていなかった が、2012年にはイギリスでイカロスカップと名づけられた競技会が開催され、2013年にはFAI公認競技会としての開催が告知された。 また、2012年には韓国でも人力飛行機の競技会が開催された。クレーマー賞を管理するイギリスの王立航空協会RAeSの人力飛行グループは人力飛行機の基礎研究は終わり、スポーツとして飛行が行われるようなより一般的な航空機の段階へ進み始めたとしており、最終目標の一つとして人力飛行のオリンピック種目入りを目指している。現在はFAIの記録分類において実験的・新技術（"experimental/new technology"）に分類されており、各競技会の規定もそれぞれ独自に競技規定を設けて実施されている。なお、2004年のFAI会員国の航空スポーツ活動報告によると人力航空機の競技参加人員数は450人である。

### 国際航空連盟公認記録
公認世界記録、日本記録は「記録の一覧」を参照のこと。
1980年に人力飛行機に対する規定が制定され、以降、世界記録はFAIが認定を行っている。日本においては他のスカイスポーツの記録と同様に一般財団法人日本航空協会(JAPAN AERONAUTIC ASSOCIATION/JAA)が日本記録の認定、管理及び世界記録の申請業務を行っている。FAI公認記録として認定されるにはFAIスポーツ規定を満たす必要があり、現在は日本記録についても同様にFAIスポーツ規定を満たす必要がある。但し、人力ヘリコプターYURIの記録や人力オーニソプターのスノーバードの記録のように一部規定を満たさない場合であっても参考記録として記録あるいは飛行が認定されることがある。

#### FAIスポーツ規定に基づく人力航空機の定義と分類
人力飛行機を含む人力航空機はFAIスポーツ規定でクラスIに分類され、「一人またはそれ以上の搭乗し肉体運動のみの力で離陸および飛行を継続する重航空機」と定義される。さらに、空気より軽いガスや暖めた空気などで静的浮力を得ることや飛行中に動力を得ることができる装置の搭載が禁じられている。ただし、「離陸後に肉体運動による力を蓄える装置を搭載すること」は許可される。クラスIの人力航空機は固定翼機である人力飛行機、回転翼機である人力ヘリコプター、羽ばたき機であるオーニソプターに分類され、さらにそれぞれについて飛行中の動力蓄積装置の有無を含めて、以下のように細分化されている。
- サブクラスI-C：人力飛行機
- サブクラスI-D：蓄積装置搭載人力飛行機
- サブクラスI-E：人力回転翼機
- サブクラスI-F：蓄積装置搭載人力回転翼機
- サブクラスI-G：人力オーニソプター
- サブクラスI-H：蓄積装置搭載人力オーニソプタ

（出典：）

#### 種目と飛行規定
それぞれの機種について次の種目の記録がFAIによって管理されている。
- 直線飛行距離
- 往復飛行距離
- 三角コース飛行距離
- 閉回路飛行距離
- 滞空時間

このうち、直線飛行距離と滞空時間を除く記録は飛行コースを事前に申告する必要がある。また、一部のサブクラスのみに設定されている記録として、人力飛行機、人力オーニソプター（サブクラスI-C,I-D,I-G,I-H）については以下が存在し、
- 閉回路飛行速度（コースについて別途規定あり）

人力回転翼機（サブクラスI-E,I-F）については以下が存在する。
- ホバリング滞空時間

また各々の記録について全ての記録を扱う一般部門と女性のみの記録を扱う女性部門が存在する。女性により一般部門の記録が更新された場合は一般部門、女性部門の両部門の記録が更新されたこととなる。
飛行に関する規則は大まかに、平地(斜度1/100以下)から補助を一切受けない自力発進により離陸すること、離陸地点と着陸地点が規定の高度差（飛行高度の1/200）以内に収まっていること及び飛行中に規定高度に到達することである。規定高度は機種、種目により少しずつ異なる値が設定されている。サブクラスI-C,I-Dの人力飛行機およびサブクラスI-G,I-Hのオーニソプターでは飛行速度記録を除き、経路中のいずれかの箇所で2m以上の高度に到達する必要があり、飛行速度記録ではスタート兼ゴールラインとなる計測線上で計測開始時と計測終了時に2m以上の高度を保つ必要がある。サブクラスI-E,I-Fの人力ヘリコプターのみに設定されているホバリング滞空時間記録（Duration in Hover）では、飛行中のいずれかの時点で3m以上の高度に達する必要があり、さらに機体中心の水平方向への移動が20m四方の区画内に制限される。
（出典：）

### クレーマー賞
1959年、イギリスの実業家ヘンリー・クレーマーにより創始され、RAeSが管理する懸賞競技である。人力飛行が完全に確立される以前から始まりイギリス、南アフリカ、日本、オーストラリア、アメリカ、ドイツなどで人力飛行機研究の目標とされた。1959年に設定された最初のクレーマー賞、クレーマー・8の字飛行賞は当初参加対象をイギリス連邦の加盟国に限定していたが後に全世界に解放された。また、1973年には賞金が増額され、最終的に1977年に達成された。その後、1979年にはクレーマー・英仏海峡横断賞、1984年にはアメリカ人以外を対象としたクレーマー・8の字飛行賞及びクレーマー・世界速度記録賞が達成された。その後、クレーマー・世界速度記録賞は速度記録を更新しながら1986年に終了し、以降は課題が設定されるも未達成となっている。 未達成のまま締め切られた競技には1988年に設定されたクレーマー・水上機賞 がある。現在、世界的に挑戦可能な課題とその概要は以下の通り。
- クレーマー・マラソン賞所定の間隔で設定された2点を周回するコース上で、8の字飛行を含んだ42.195kmの行程を1時間以内に飛行する。[75][76]
クレーマー・競技機賞イギリスにおける一般的な環境である風速5m/s以上の条件下で一辺500mの三角周回コースを時計周り、反時計回りに各一回ずつ飛行し、合計時間が7分以内であること。また、機体は30分以内で組立、解体する必要がある。[77][78]

この他にも、イギリス国内向けの学生を対象とし、人力飛行機による飛行、人力飛行機に関する研究それぞれに年1回の懸賞が設けられている。

### イゴール・シコルスキー人力ヘリコプター賞
人力ヘリコプターを対象としたクレーマー賞と同種の懸賞競技としてアメリカヘリコプター協会（American Helicopter Society/AHS）が1980年に設定したイゴール・シコルスキー賞が存在した。イゴール・シコルスキー賞の獲得条件は10m四方の区画内で機体最低部が高度3m以上に到達し、60秒以上滞空することであった。 2012年にはメリーランド大学のチーム開発のガメラ2（Gamera II）が非公式ながら50秒間の滞空に成功した。また、2012年8月にカナダ、トロントに拠点を置く企業、エアロヴェロ（AeroVelo）開発のアトラス（Atlas）が初飛行に成功した。その後、ガメラ2とアトラスが繰り返し競技に挑み続け、最終的に2013年6月13日にアトラスが最高高度3.3m、滞空時間64.11秒、飛行中の水平移動距離9.8mの飛行に成功。同年7月11日にAHSによってこの飛行による課題達成が認められ、25万ドルの賞金を獲得した。

### 鳥人間コンテスト
詳細は『鳥人間コンテスト選手権大会』を参照のこと。
1977年から琵琶湖で開催されている讀賣テレビ放送株式会社主催の機械的動力を持たない自作人力飛行機を用いたバラエティー番組制作を目的とした競技会である。「空を飛ぶという人間の夢を実現させ、広く一般視聴者に航空機に対する関心の高揚に寄与することを願うもの」とされる。競技は主に書類選考を通過し、一般参加者によって製作されたパイロットの安全な飛行・着水を最優先に設計された人力飛行機で行われる。出場にあたって出場者は讀賣テレビ放送株式会社作成の誓約書および番組演出上の依頼（機載カメラの設置、タレントパイロット搭乗要請、出場部門変更など）に同意しなければならない。
1986年に開催された第10回大会からプロペラ式の人力飛行機による独立した部門が設けられ、2012年に開催された第35回大会では人力飛行機独自の部門として飛行距離を競う「人力プロペラ機ディスタンス部門」と、ターンマークと称するブイの周りを旋回、帰還するまでの行程1kmの飛行時間を競う「人力プロペラ機タイムトライアル部門」で競技が実施された。 いずれの競技も動力を持たない「滑空機部門」と共用となる高さ10m、傾斜角3.5°のプラットホームと称する発進台から、数mの滑走の後に人力飛行機を落とし、飛行距離または飛行時間を競う。人力プロペラ機ディスタンス部門で用いられる飛距離の計測方法は三角測量を基本とするが、1000m以上の飛行では発進台と伴走船に取り付けられたGPS受信機を用いて計測される。人力プロペラ機タイムトライアル部門では競技中に2度の時間計測が行われる。1度目の時間計測はスタートライン通過からターンマークを旋回し、スタートラインから500m先のターンラインと称する線上を通過した時間の計測であり、中間タイムと呼ばれる。2度目の時間計測はスタートライン通過から旋回し、ゴールライン（スタートラインと同じ線）を通過した後に、ゴールラインから湖岸側に150mの範囲で設けられた着水ゾーン内に着水するまでの時間の計測であり、ゴールタイムと呼ばれる。ゴールタイムにより順位が競われるが、ゴールライン未達の場合は中間タイムで競われる。なお、中間タイムによる順位決定の場合、賞金は半額となる。両部門とも上位3チームには賞金が贈られる。2012年の第35回大会の場合、両部門とも1位から順に100万円、30万円、20万円が贈られた。
機体の制限は寸法、重量については規定されていない。ただし、機体は自作である必要がある。また、構造についてもパイロットが即座に離脱可能かつパイロットおよび第三者に対して安全な構造であることが必要であり、車輪の切り離しなど、飛行中に付属品を落下させることも禁じられている。パイロットについてもいくつかの制限が設けられている。パイロットには年齢制限があり、18歳以上である必要がある。20歳未満の場合は保護者の同意書が必要となる。また、パイロットは泳げなければならない。
飛行については湖面上に限定され、陸上および湖岸近傍などが飛行禁止区域に設定されている。また、湖面上であっても救護ボートの航行が困難あるいは禁じられた区域、橋梁などの構造物、船舶などの周囲が飛行禁止区域に設定されている。 着水またその後の回収・運搬作業によって程度の差はあれど人力飛行機の構造が破壊される。また、独自の発進台から人力飛行機を落とす競技スタイルが前述のFAIスポーツ規定を満たさないため、本大会における記録は世界記録、日本記録といった公認記録となり得ない。
安全対策として書類選考時の安全対策確認、救護ボートの配備、競技前の機体チェック、パイロットに対する競技前後のメディカルチェックなどが行われており、代表者およびパイロットの安全講習会参加が義務付けられている。しかしながら、10mからの落下させる独特の発進スタイルのため通常の水平離陸とは異なり、急降下荷重に備えた機体が求められる 他、10mの高度は人力飛行機の発進には不必要であり、発進現場の風と相まって岸壁衝突などの事故原因になりうるという指摘が一部でなされている。
過去には悪天候のため競技が行われなかったこともあるが、荒天下でも競技が決行される場合がある。

### イカロスカップ
2012年7月13〜22日、イギリス南部、ハンプシャーのラシャム飛行場（Lasham Airfield（英語版））にてRAeS人力飛行グループ主催で開催された人力飛行機の競技会。1961年のSUMPACによる最初の自力発進による継続人力飛行から50周年を記念し、ロンドンオリンピックに合わせて開催された。鳥人間コンテスト選手権大会とは異なり、競技は滑走路上で実施され、滞空時間、200m短距離レース、1kmレース、スラローム、短距離離陸・精確着陸、三角コース飛行距離の6種目を行い、それぞれの時間、速度などから算出された得点の合計が競われた。短距離離陸競技を除き、3人までの補助員による機体の加速が認められた。短距離離陸競技では機体の安定を保つ役割でのみ1人の補助が許される規則であった。総合得点で上位3チームには1位から順に2000ポンド、500ポンド、250ポンドの賞金が贈られた。
2012年に開催されたイカロスカップでは機体の寸法、重量の規定は存在しないが、耐荷重に規定が存在する。パイロットの最低体重を70kgと設定し、終局飛行荷重で2.25Gに耐えなければならず、実際に飛行荷重1.5Gでの荷重試験を実施しなければならない。また、主催者による機体チェックを受けなければならない。パイロットについても事前に人力飛行機による飛行経験が必要であり、保険加入が義務付けられた。
RAeS人力飛行グループは2013年7月19〜28日にイギリス、ノーザンプトンのシウェル飛行場（Sywell Aerodrome(英語版)/シウェル・エアロドローム）において2回目の開催となるイカロスカップ2013の告知している。 またイカロスカップ2013は人力飛行機競技会として世界初となるFAI公認カテゴリー2大会となった。FAIのシニアスポーツマネージャーのロジャー・ヒューズは、2014年に人力飛行機の最初の世界選手権を開催する足がかりとなるものと確信していると語った。

### 交流飛行会
2010年から富士川滑空場で夏に開催されている学生を中心とした有志により開催される機体展示および飛行会。実機、実物を交えたチーム間での技術的、人的交流とモチベーション向上を目的に開催されている。交流を主目的としているが、2〜3団体が競技形式の展示飛行を行う。競技は会場となった滑空場の滑走路内で行われる。競技は飛行の精確さと一定以上の飛行能力を見るものであり、設定された離陸距離内で離陸し、滑走路上に設定された目標に物資を投下、投下後の飛距離を競う。離陸距離、投下の正確さ、飛距離のそれぞれについて得点に換算され、総合得点で競われる。安全面については前述した2009年の東北大学Windnautsによる記録挑戦飛行のリスクマネージメント手法などを参考にしている。事故防止のため強度試験、試験飛行結果の提出、飛行前の機体安全チェック、保険加入が出場チームに義務付けられている。また、競技に参加しない見学者についても事故防止の観点から事前申し込み制を採っている。

## 人力飛行の歴史

### 1900年〜1950年代
人力飛行に対してフランス、ドイツ、イタリア、ソビエトでいくつかの懸賞が設定され、それらを契機に人力飛行機の開発が各地で行われた。人力のみによる持続的な飛行には至らなかったが、いくつかは一定の成功を収めており、最初の人力飛行とされるものもある。

#### フランスにおける試み

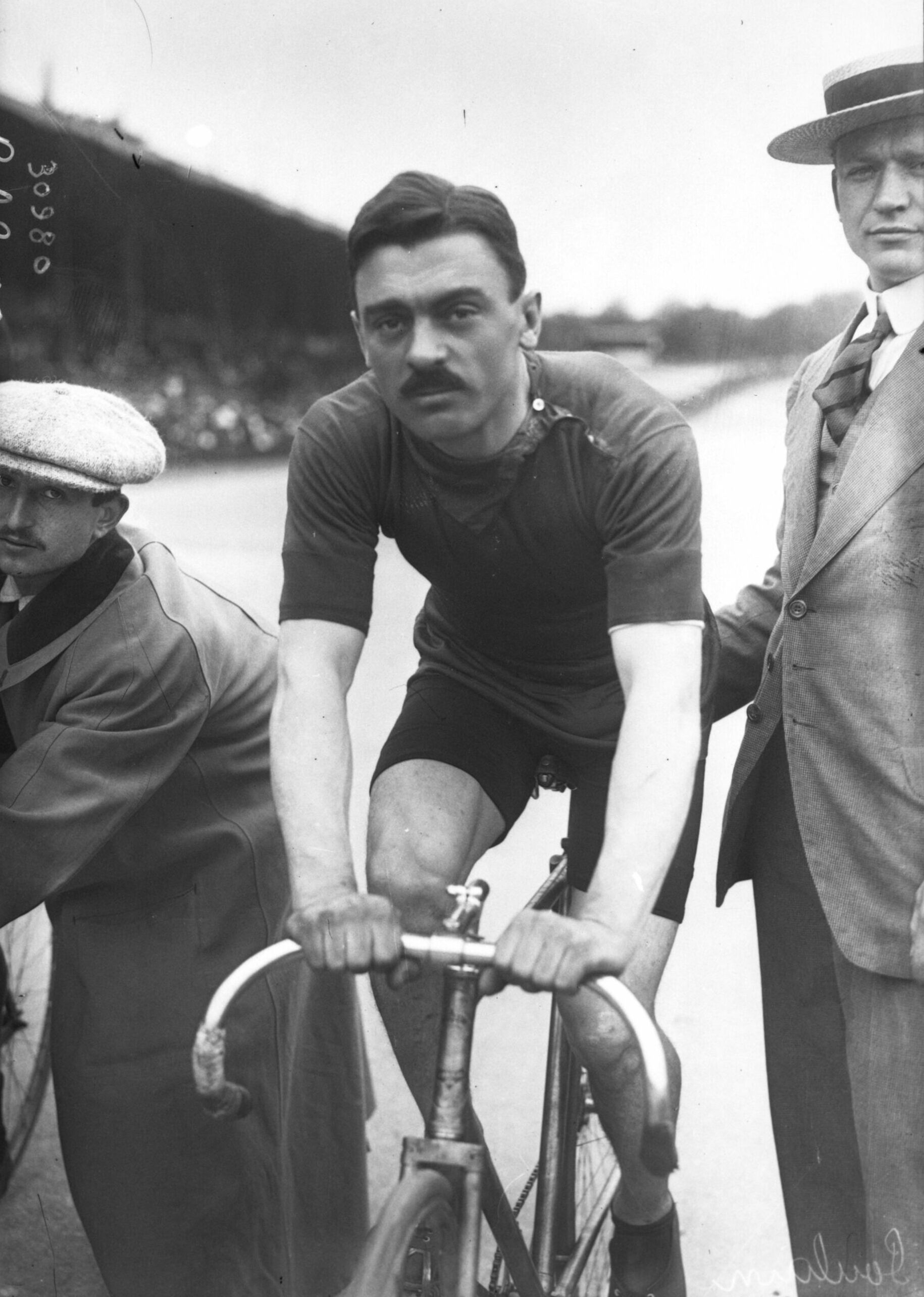
自転車競技のチャンピオンで、プジョー賞獲得者、ガブリエル・プーラン。

1912年にフランスでロベール・プジョー（Robert Peugeot）によりプジョー賞という人力飛行の懸賞が始められた。これは距離10m以上飛行と1m以上の高度に達する人力のみによる飛行に10000フランの賞金が贈られるものだった。この懸賞への挑戦に用いられた装置はアビエット（Aviette　フランス語で小さな飛行機の意味。後に人力飛行機も意味するようになる。）と呼ばれた。
開始から9年後の1921年7月9日に自転車競技のチャンピオンだったガブリエル・プーラン（Gabriel Poulain（英語版））がフランスのニューポール社で開発されたアビエットで挑戦した。4回の試行で最大飛距離12.22m、最大高度約2.4mの跳躍に成功しプジョー賞を獲得した。ガブリエルはそれまでにもプジョー賞に挑戦していたが10mには届かず、この日は6°の迎角をつけたことで成功を収めた。プジョー賞を獲得した際のアビエットは上下及び前後にずらした二枚の翼を取り付けた自転車であり、プロペラの付いた飛行機ではなかったが、人力のみによって翼を用いた離陸にした例である。その後、新たなプジョー賞としてプロペラ付き人力飛行機による50mの飛行に20000フランの賞金が懸けられた。ガブリエルは再びニューポール社で新しいプジョー賞に向けた機体製作を宣言したが、この機体は製作されることなく、また他の挑戦者も新しいプジョー賞を達成することはなかった。

#### アメリカにおける試み
アメリカではミシガン大学の航空工学部長だったフレデリック・ガーハート（W. Frederick Gerhardt）が設計し、オハイオ州のマーコック基地で製作されたサイクルプレーンと呼ばれる人力飛行機が1923年に距離6m、高度60cmほどの跳躍に成功した。サイクルプレーンは7枚の主翼を持つ多葉機で、尾部には操舵可能な水平、垂直の各尾翼が配され、牽引式のプロペラが機首に取り付けられていた。プロペラは足でペダルを回転させる動力を用いて回転させ、推進力を得ていた。

#### ドイツにおける試み
1925年にグライダーの発達が進んだドイツにおいて、グライダー協会であったRhön-Rossitten-Gesellschaftが100mの人力飛行に4000マルクの賞金を懸けた。グライダーの開発者らが人力飛行機の開発を行い、当時の人力飛行の最長記録となる20mの飛行に成功したが、100mには届かず、獲得者は現れなかった。

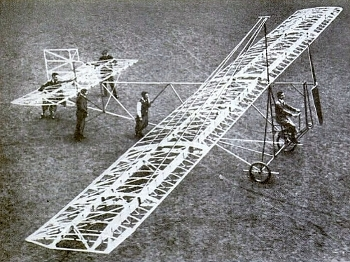
エンゲルベルト・ゼシカの人力飛行機。飛行には至らなかったが、キングポストから張られた張線によって高アスペクト比の主翼を保持する構造は後の人力飛行機によって正しさが証明された。（画像は1934年）

また、飛行には至らなかったが、1928年にドイツ人技術者であったエンゲルベルト・ゼシカ（Engelbert Zaschka（英語版））が単葉で牽引式プロペラを備えた人力飛行機を製作した。この人力飛行機は張線と鋼管を用いて翼幅20mに及ぶ高いアスペクト比の主翼を実現しており、後の人力飛行機に通じる構造を持ったものであった。しかしながらこの機体は4人の力で所定の飛行予定速度まで加速させても浮上することはなかった。

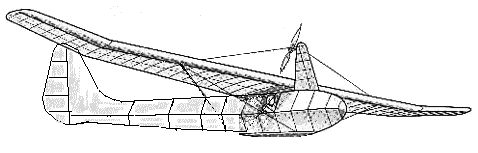
HV-1 ムフリ（Mufli）1930年代最高性能を持った人力飛行機の1つ。

その後、1933年になってフランクフルト工業会(Frankfurter Polytechnische Gesellschaft)が500m離れたパイロンを周回する人力飛行に5000マルクの賞金を懸けた。この賞に対してしばらく挑戦者は現れなかったが、1935年にヘルムート・ハスラー(Helmut Hässler)とフランツ・フリンガー(Franz Villinger)が開発したHV-1ムフリ（HV-1 Mufli（ドイツ語版）/Muskel Fliegerの略。英語の"Human powered flyer"に相当。)が挑戦した。1935年8月30日、公式記録会でゴムカタパルトによって離陸したムフリは235mの飛行に成功し、課題未達成ながらも3000マルクの賞金を獲得した。これにより本来の賞金は10000マルクに増額された。ムフリは様々な援助を受けて改良が加えられ、より強力なパイロットを起用し、1937年7月4日には最長となる712mの飛行に成功するも本来の課題を達成することはできなかった。

#### イタリアにおける試み

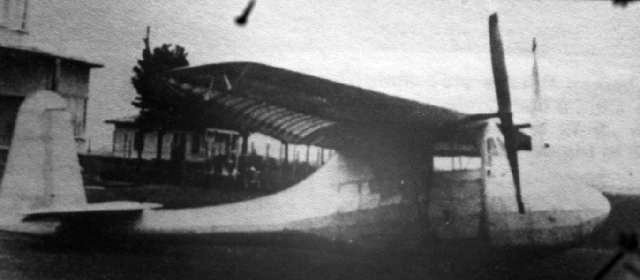
ペダリアンテ（PEDALIANTE）非公式ながら初の人力離陸、継続飛行に成功したとも伝えられている。

1936年、ドイツの影響を受けてイタリア政府が1kmの人力飛行に成功したイタリア人に10万リラの賞金を贈る懸賞を設けた。以前からアメリカで人力飛行機の研究を行っていたエネア・ボッシ(Enea Bossi)が設計し、ヴィットリオ・ボノミ(Vittorio Bonomi)により製作されたペダリアンテ（PEDALIANTE）がこの懸賞に挑戦した。イタリア軍の少佐で自転車競技者だったエミリオ・カスコ(Emilio Casco)がパイロットを勤めた。ペダリアンテは主翼にそれぞれ逆に回転する2つのプロペラが取り付けられたことを除けば高翼式グライダーに似た機体で、1936年には人力のみによる離陸で約90mの飛行したとされる。この人力のみによる飛行の正当性については反論も含め議論がなされたが、非常に強力なパイロットであれば不可能でなかったと考えられている。その後、ペダリアンテは1937年3月18日に9mの高さから離陸し1kmの飛行に成功した。平地からの発進ではなかったため、課題達成とはならなかったが、当時の人力飛行の世界記録である。

### 1959〜1979年

#### クレーマー賞の誕生と人力飛行の成功
第二次世界大戦を挟んだ1959年、RAeSに人力飛行グループ（Man powered flight group）が設立され、イギリス人実業家、ヘンリー・クレーマー（Henry Kremer）が私財を投じて人力飛行機の懸賞競技、「クレーマー賞」を創始した。最初に設定された課題はスタートラインおよびゴールライン上で高度10フィート（3m）に達し、1/2マイル以上離れた2点に立てられたポールを囲む8の字飛行の成功者に5000ポンドの賞金が贈られるものだった（この課題は単にクレーマー賞/Kremer prize と呼ばれたが、後に複数の課題が設定されており、これらを区別するために以下の本文中では便宜的にこの課題をクレーマー・8の字飛行賞と称する）。クレーマー・8の字飛行賞は当初、イギリス連邦加盟国に限定された懸賞であったが、後に全世界に開放された。それ以来、クレーマー・8の字飛行賞以降も数回設定されたクレーマー賞を目標に各国で人力飛行機の開発が盛んになり、クレーマー賞は人力飛行機研究の動機としての役割を果たすことになった。

##### 人力飛行の成功

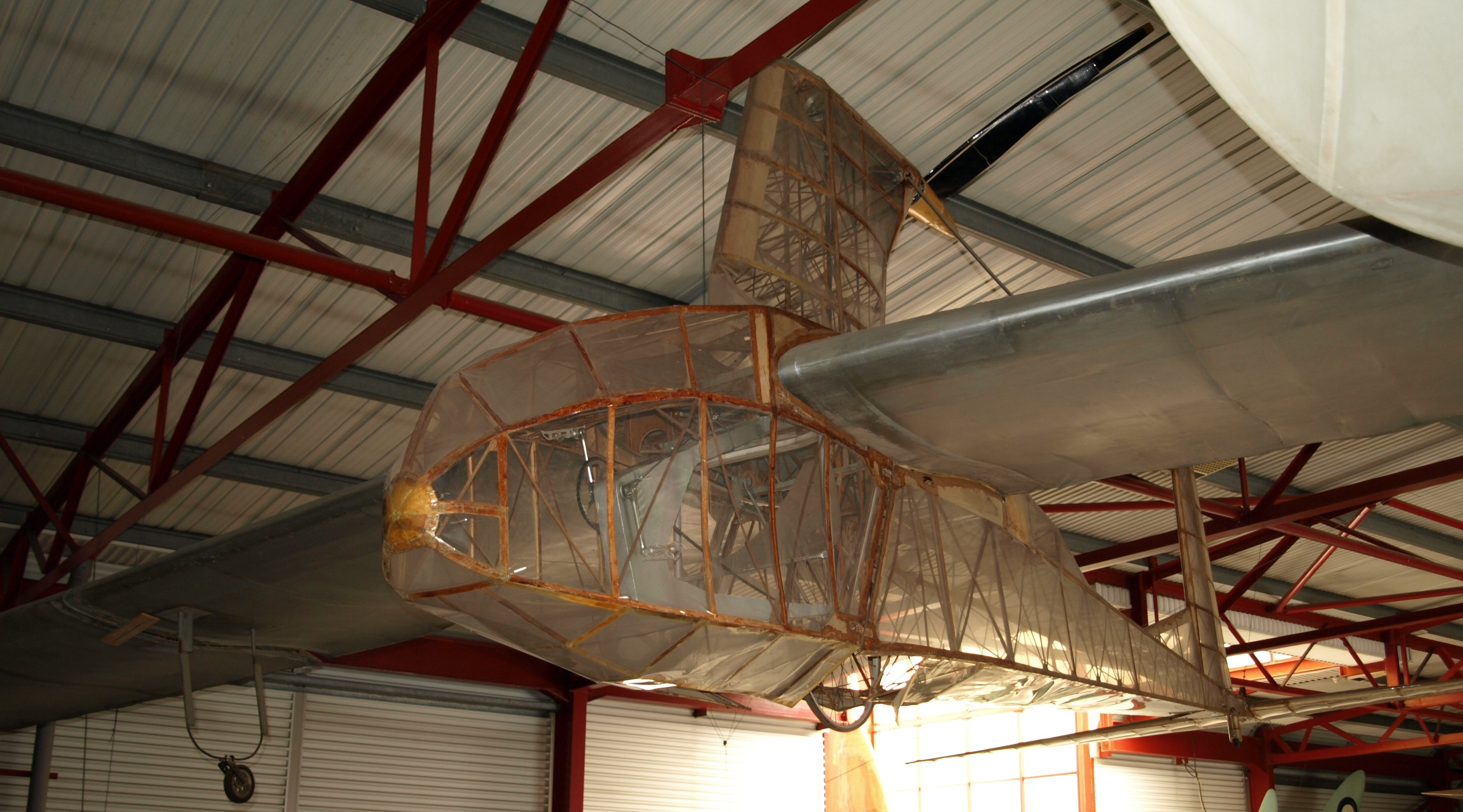
Southampton University Man Powered AirCraft/SUMPAC(サンパック)公式に初の人力離陸、継続飛行に成功した。

1960年から翌1961年にかけてクレーマー賞獲得を目指し、RAeSから支援を受けたイギリスのサウサンプトン大学のチームによりSouthampton University Man Powered AirCraft/SUMPACが開発され、1961年11月9日にイギリス、ハンプシャーのラシャム飛行場において平地からの人間の筋力のみによる発進、離陸及び継続飛行に成功した。パイロットはグライダーの指導員であったデレク・ピジョットだった。この日の飛行距離は正確な計測は成されなかったが、パイロットの推測として50〜70ヤード（約46〜64m）程度だったと報告されている。 現在ではこれが完全な人力飛行の最初の例とされる。全く同時期に同じくRAeSから支援を受けたイギリスの名門航空機メーカー、デ・ハビランド・エアクラフト社の従業員が中心となり結成されたハットフィールド人力飛行機クラブ（Hatfiled Man Powered Aircraft Club）によりパフィン（PUFFIN:ツノメドリ）が開発され、SUMPACに遅れることわずか一週の11月16日に初飛行した。パフィンは後に改良が行われ、人力のみの離陸、飛行で初めて1/2マイル(約805m)以上の飛行に成功し、最終的に飛距離は993ヤード(約908m)に達した。1963年にパフィンは墜落、大破した。回収されたパフィンの駆動系統を使用し、再設計された機体、パフィン2は1965年に飛行に成功した。パフィンから主翼面積の拡大、翼型の変更などが行われたが、期待された性能向上は得られなかった。 但し、旋回については人力飛行機として初めて180°旋回に成功した。

##### 日本における人力飛行機開発の始まり
日本では当時日本大学の教授であった木村秀政が1961年末にSUMPAC、パフィンの成功に着想を得て、1963年から学生の卒業研究として人力飛行機を取り入れた。1966年2月27日にリネット1が岡宮宗孝の搭乗により日本初の人力飛行に成功した。このときの飛距離は15mであった。この成功はSUMPAC、パフィン、パフィン2に続く世界で4例目の人力飛行となった。
このリネット1を皮切りに日本大学ではほぼ1年に1機のペースで人力飛行機が製作されることとなる。
また、日本大学の成功を契機に日本においても人力飛行機開発が活発となった。この中でグライダー設計者として著名な前田建一が設計し、福岡第一高等学校航空機関科の手により製作された佐藤前田式SM-OXは1969年に初飛行に成功し、1971年には最長となる69mの飛行に成功した。日本大学の同時期の機体であるリネットシリーズに続く2例目の成功であり、同時にリネットシリーズにも劣らない記録を残した。

##### ジュピターによる世界記録の更新
1972年初頭までに日本で5機（リネット1,2,3,4,SM-OX）、イギリスで4機（SUMPAC、パフィン1,2,ダンボ（Dambo）オーストラリアで1機（スカイサイクル）の計10機が人力飛行に成功した。
1972年にパフィンの持つ世界記録は再びイギリス人によって更新された。後にジュピター(Jupiter)と呼ばれることになるその機体は1963年にクリス・ローパーが設計し、RAeSの支援の下で多くの協力者と共に製作された。1968年にローパーが体調を崩し中断されたが、1970年から当時イギリス空軍大尉であったジョン・ポーター指揮の下で製作された。 1972年に完成したジュピターは6月29日に1171ヤード（約1071m）を飛行し、当時の世界記録を樹立する。また、非公式には1355ヤード（約1239m）の飛行にも成功した。最長飛行記録時のパイロットを務めたポーターは滑走路の末端に達したため着地したに過ぎず、体力の限界だったわけでないとし、15kgから20kgほど軽量化できれば問題なく8の字飛行を達成できると述べた。

##### 新材料、新形態への挑戦
後に人力飛行機に欠かせない材料となる炭素繊維強化樹脂を初めて使用した機体が1972年、イギリスのペーター・ライト（Peter Wright）によって開発された。ライトはビーズ法発泡スチロールやポリ塩化ビニール発泡体を補強する目的で炭素繊維強化樹脂を用いた。当時の人力飛行機としては、最大級の主翼面積を持ちながら非常に軽量な機体であった。この機体は駆動系統に問題を抱えていたが最長で270mの飛行に成功している。
この頃になるとパワーウェイトレシオの観点から2人乗りの人力飛行機が開発されるようになった。1972年12月にはイギリスで2人乗りのトーカン（Toucan）が初飛行に成功し、これが2人乗り人力飛行機の初の成功例となった。トーカンは1973年12月に最長となる700ヤードの飛行に成功した。またアメリカでは飛行には至らなかったがMITの学生によりバード（BURD)が開発された。バードは2人乗りの複葉機であった。

##### フランス、アメリカにおける成功
1970年代半ばになるとフランスやアメリカでも人力飛行機による飛行の成功が報告されるようになった。
フランスでの初飛行は1974年、モーリス・ユーレル（Maurice Huler）の人力飛行機が約1000mの飛行に成功した。この機体は42mの主翼を持ち、多数のストラットや張線で剛性を確保していた。
アメリカでの初飛行は1976年にジョセフ・ジーノ（Joseph Zinno）が開発した人力飛行機、オリンピアンZB-1が距離30m、高さ30cmの飛行に成功した。

##### ストークBによる世界記録樹立

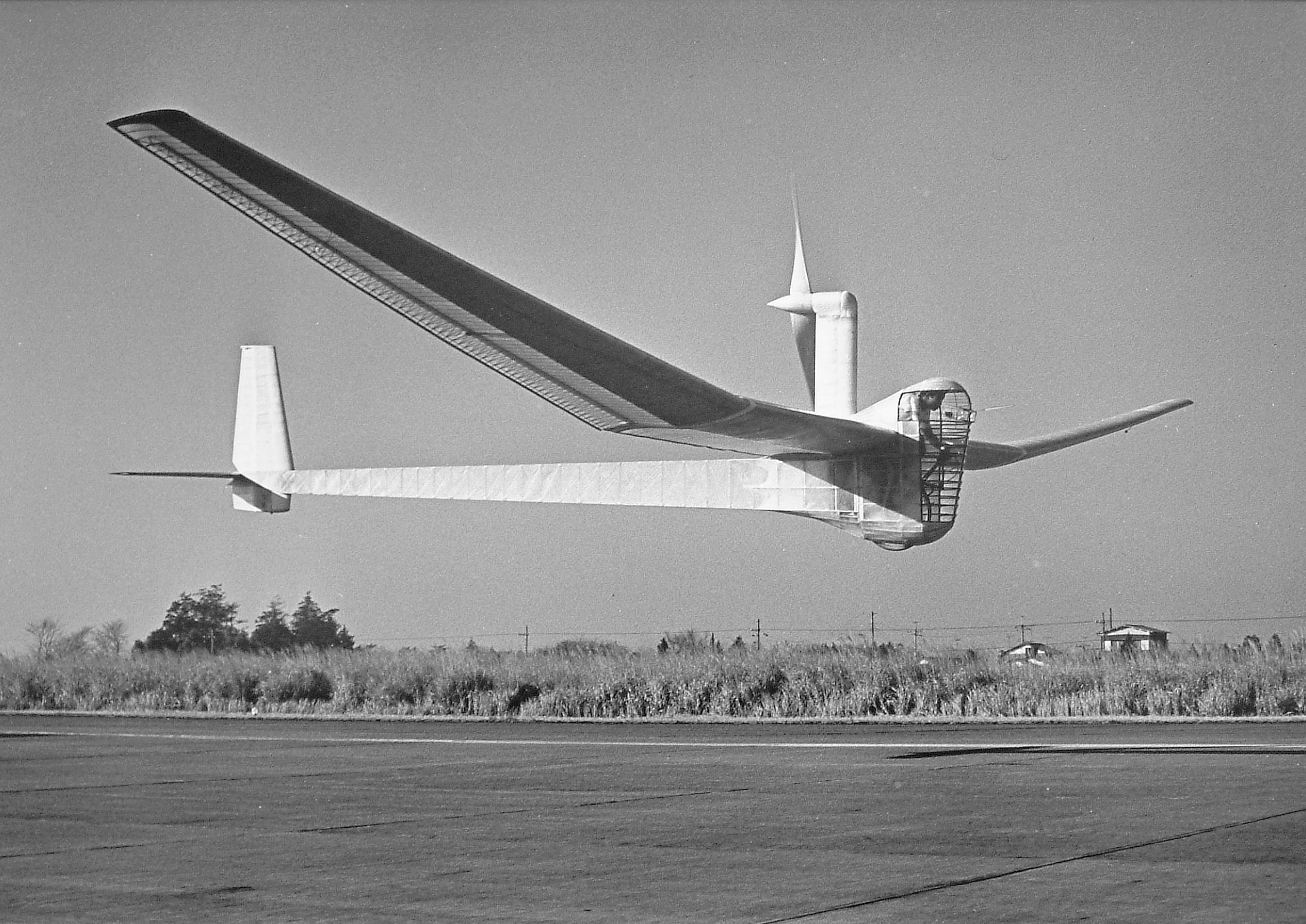
飛行中のストーク

次なる世界記録の更新は日本で達成された。卒業研究として人力飛行機の研究を継続していた日本大学では、1975年に新たな人力飛行機、ストークの開発が始まった。ストークはチーフ設計者の石井潤治を中心とした11名の卒業年度の学生によって設計製作された。ストークは必要強度の見直し、材料および構造の変更、綿密な重量管理ならびに工作精度の改善により、それまでの日本大学で開発された機体と比べて10～20 kgの軽量化と空力的な洗練がなされた。完成したストークは、1976年3月13日に日本記録を更新した。ストークの機体はそのまま翌年度に引き継がれ、1975年度チーフ設計者である石井潤治は副手として後輩である10名の学生とともに記録更新に向けて挑戦した。また1975年度パイロット中禮一彦も翌年度の試験飛行に参加している。大学滑走路では計測不能になったストークは1976年6月2日と4日に自衛隊下総航空基地の滑走路で試験飛行が行われた。この試験飛行時、ストーク搭乗経験の少ない1976年度パイロット加藤隆士が6月2日に595mの新記録を更新した。また6月4日には、中禮一彦が突然8の字飛行に挑戦し、1回目は8の字の片側旋回に成功、もう片方は旋回途中で中禮の体力に限界がきてペダルの踏み込みが出来なくなり、接地して片翼の翼端を傷めた。同日再度8の字旋回飛行に挑戦したところ翼端が折れ、中禮一彦がペダルの踏み込みを止めたため、ハードランディングでタイヤと同時に胴体フレームを破損した。この破損によりフレームを修理、コクピットの形状もスリム化して記録飛行を継続した。修理後の機体からストークBだとする誤解があるが、ストークの呼び名にAとBが存在するのは大学に卒業研究の予算を計上する便宜上の目的であり、1975年度はストークAで、1976年度はストークBと呼ぶ。また機体改修が行われた理由は、前述の通り1976年6月4日に破損したからであり、破損していなかったら改修する予定はそもそもなかった。1976年6月から11月にかけて破損箇所を修理すると同時に機体の改修が行われ、1976年から1977年の年末年始にかけて再び自衛隊下総航空基地で試験飛行が行われた。1976年12月31日の飛行では飛行時間4分43秒を記録。また1977年1月2日には日本航空協会公式立会人立会いの下、加藤隆士の搭乗で2093.9m、4分27秒8の飛行に成功当時の世界記録を更新した。パイロットの加藤は滑走路に制限されなければ更に長距離の飛行が出来たと主張した。そしてストークはパフィン2に続く世界で2例目の180°旋回に成功しており、この時点でクレーマー賞獲得の有力候補と考えられていた。中にはストークBがクレーマー賞を獲得できなければ、クレーマー賞は獲得されないだろうという者もいた。
これまでの間、クレーマー・8の字飛行賞は未達成のまま賞金が増額され、懸賞が開始された1959年の5000ポンドから1967年には10000ポンド、1973年には50000ポンドに達した。

#### クレーマー賞の達成　ゴッサマーシリーズの成功

##### ゴッサマー・コンドルによるクレーマー・8の字飛行賞の達成

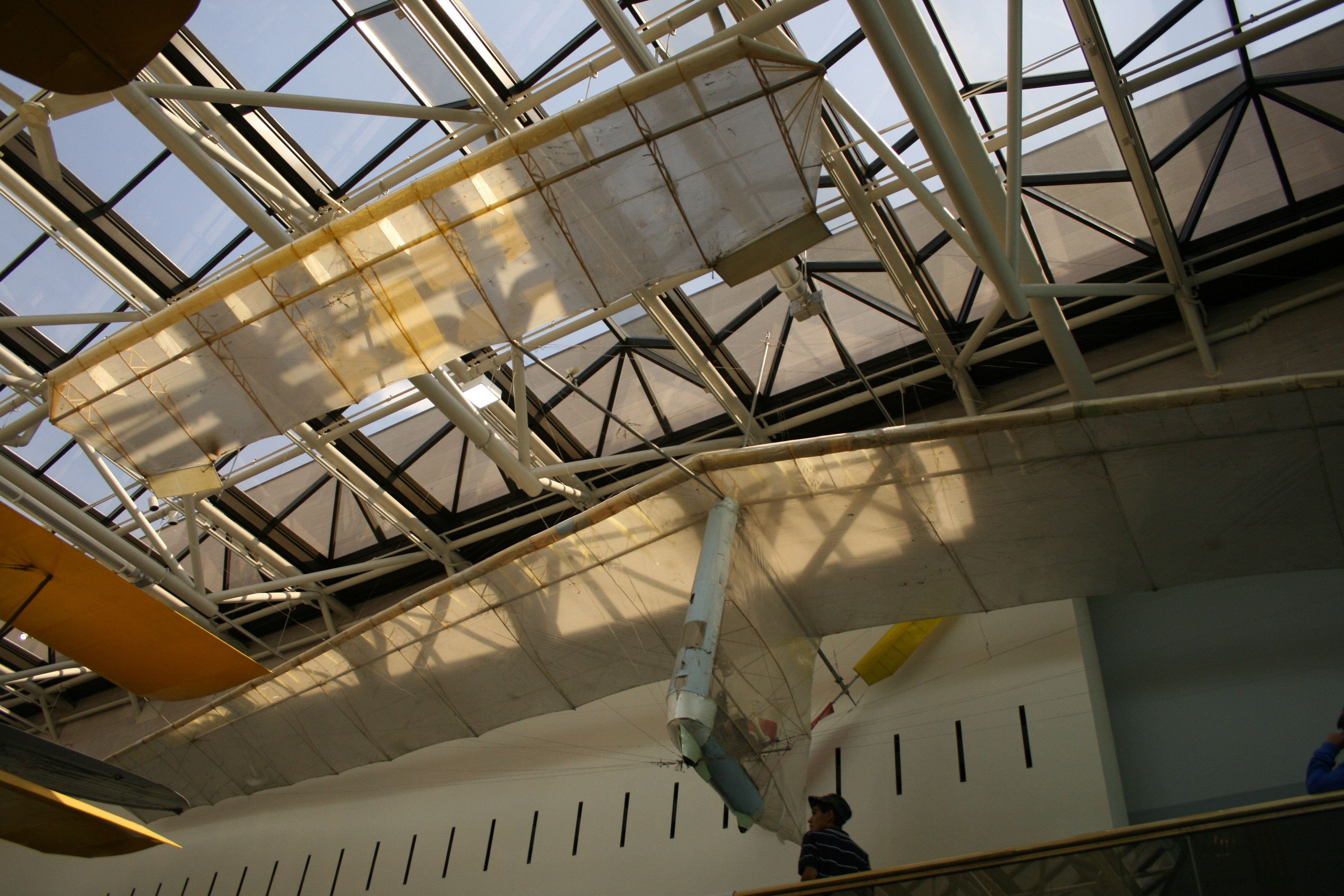
展示されているゴッサマー・コンドル。

日本大学でストークBが開発された1976年、グライダーのチャンピオンとして有名だったアメリカ人ポール・マクレディ(Paul B. MacCready)もまたクレーマー8の字飛行賞に挑戦するために自らが立ち上げたエアロ・ヴァイメント社（Aero Viroment（英語版））のメンバーと共に人力飛行機・ゴッサマー・コンドル(Gossamer Condor)の開発に着手した。マクレディはハンググライダーの重量をそのままに27mまで翼幅を拡大できれば人力飛行が可能であると計算した。そのコンセプトを実現するために考案された機体は、それ以前の人力飛行機に多かったアスペクト比の大きな主翼を持ったグライダー風の機体ではなく、後退角のついた巨大な主翼と垂直尾翼を兼ねた背の高いコクピットを持った先尾翼型の形態で、多数の張線が張り巡らせたアルミニウム管の骨組みにフィルムを貼った簡素で軽量な構造であった。この簡素な構造は短時間での修復を可能とし、幾多の損傷を受けながらも10か月という短期間で、恐らくそれ以前の人力飛行機の総飛行回数を上回るであろう430回もの試験飛行を実現した。また機速はおそらくそれまでの人力飛行機の中で最も遅く、同時に翼面荷重が非常に小さく、同世代の人力飛行機の半分以下となる機体だった。ゴッサマー・コンドルは1976年10月に初めての試験を行い、試験飛行を重ねながら空力的改善、構造的改善がなされた。旋回飛行においては様々な手法により数多くの試行がなされたが通常の操舵法では達成されなかった。しかし計画初期からの協力者であったジャック・ランビー（Jack Lambie）の助言によりエルロン操舵時のアドバース・ヨーを利用した旋回法の確立に成功した。最終的な機体は操舵のために機体先端のカナード翼を傾けることで通常の飛行機の方向舵の代わりとし、主翼には翼端を捻る形式のエルロンが装備された。そして1977年8月23日にゴッサマー・コンドルはアマチュア自転車選手であったブライアン・アレンの搭乗で1/2マイル離れた2点を囲む8の字飛行を達成、クレーマー・8の字飛行賞を獲得した。 これを実質的な人力飛行の初成功とする場合もある。

##### ゴッサマー・アルバトロスによるクレーマー・海峡横断賞の達成

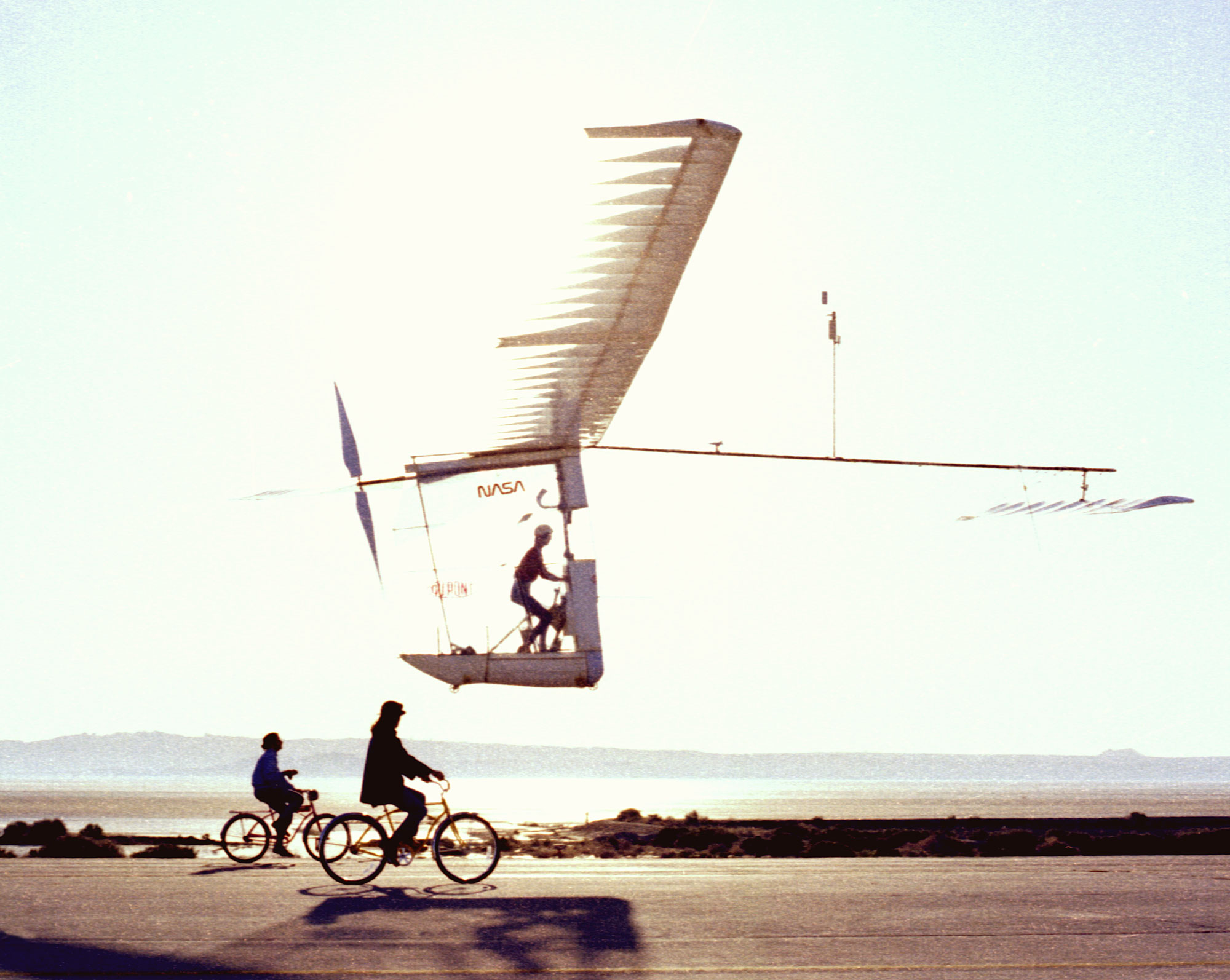
試験飛行中のゴッサマー・アルバトロス。

1977年、イギリスの王立航空協会は新たなクレーマー賞の舞台として様々な気球、遠泳、飛行機などが横断に挑戦したドーバー海峡を選んだ。このクレーマー・海峡横断賞には10万ポンドの賞金が懸けられた。先のクレーマー・8の字飛行賞を達成したポール・マクレディはゴッサマー・コンドルを基礎として炭素繊維強化樹脂と当時の最先端素材であったポリアミド繊維を材料に取り入れ、新プロペラ設計法によるプロペラを採用した新機体、ゴッサマー・アルバトロスを完成させた。デュポン社の協力で新素材を使用することに成功し、ゴッサマー・アルバトロスはゴッサマー・コンドルよりも軽量でありながら空力的に洗練された構造が可能となった。また高効率となったプロペラはパイロットの疲労を抑え、飛躍的に飛行時間を延ばすことに成功した。そして1979年6月12日にゴッサマー・コンドルの飛行と同様にブライアン・アレンの搭乗でドーバー海峡の横断に成功し、クレーマー・英仏海峡横断賞を獲得した。飛行距離は35.8km、飛行時間は2時間49分だった。
なお、後のダイダロスの研究において、この飛距離と滞空時間は機体の必要出力とパイロットの持続可能出力の観点から同機の性能限界であったとされる。

### 1980〜1985年
ポール・マクレディによって二つのクレーマー賞が達成された後、人力飛行機の開発はやや下火になった。そこで1983年に新たなクレーマー賞が設けられた。またスカイスポーツを統括する国際航空連盟により、人力飛行機の公式規定が制定され、1980年1月1日から統一された規定の下で記録が管理されるようになった。

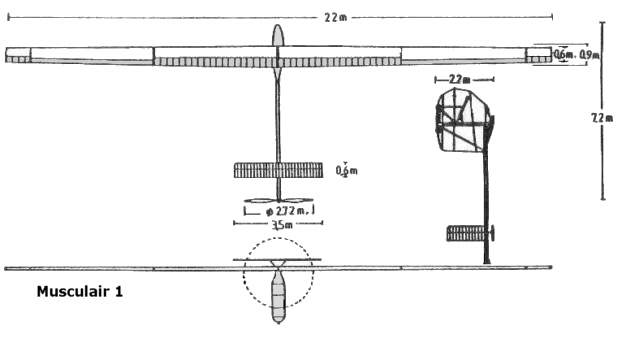
二つのクレーマー賞と世界初の人力旅客飛行に成功したマスキュレアー

ゴッサマー・コンドルの成功の直後にアメリカ人以外を対象としたクレーマー・8の字飛行賞が設定された。
アメリカ人以外を対象としたクレーマー・8の字飛行賞はドイツで3機の機体が争った 他、日本でも日本大学のミランシリーズが獲得を目指した。1981年にミラン'81が開発され、試験飛行が行われた。1982年にはさらに改良を加えたミラン'82が製作され、旋回を含めた距離約1400mの飛行をし達成、8の字飛行の3/4まで成功した。最終的に1984年6月18日にドイツ人のグンター・ローヘルトが開発したマスキュレアー1によってアメリカ人以外を対象としたクレーマー・8の字飛行賞は獲得された。マスキュレアーは後述するクレーマー・世界速度記録賞をも目標とした多目的機であった。

#### クレーマー・世界速度記録賞の争い
1983年に人力飛行機の速度を競うという新しいクレーマー賞、クレーマー・世界速度記録賞が設定された。これは外周1500mの三角形の周りを飛行し、その速度を競う競技であり、飛行時間が3分を下回ることが賞金獲得の条件とされた。最初の成功以降は記録を5%更新することに賞金が贈られた。この競技では現在のFAIスポーツ規定外となる飛行前のエネルギー蓄積が許されており、実際に受賞した機体の半数はエネルギー蓄積装置を搭載していた。また日本大学の内藤研究室においてもクレーマー・世界速度記録賞への挑戦機としてスイフトシリーズが3機開発されたが、これら機体にもゴムを用いたエネルギー蓄積装置が搭載されていた。クレーマー・速度記録賞は1984年から1985年にかけて初達成と記録更新が相次ぎ、十分な記録に達したため予算の増額は見送られて1986年に打ち切られた。
最初の達成は1984年4月MITのチームが開発したモナークBでエネルギー蓄積装置を搭載していた。
7月にはポール・マクレディのチームが開発したエネルギー蓄積装置搭載機であるバイオニック・バットが記録を更新し、クレーマー・世界速度記録賞2度目の受賞となった。
8月には前述のアメリカ人以外を対象としたクレーマー・8の字飛行賞を獲得したマスキュレアーが記録を更新し、クレーマー・世界速度記録賞3度目の受賞となった。マスキュレアーはエネルギー蓄積装置を搭載しておらず、モナークBやバイオニック・バットのおよそ2/3の出力で記録更新に成功した。
12月には再びバイオニックバットが速度記録を更新して、クレーマー・世界速度記録賞4度目の受賞となった。

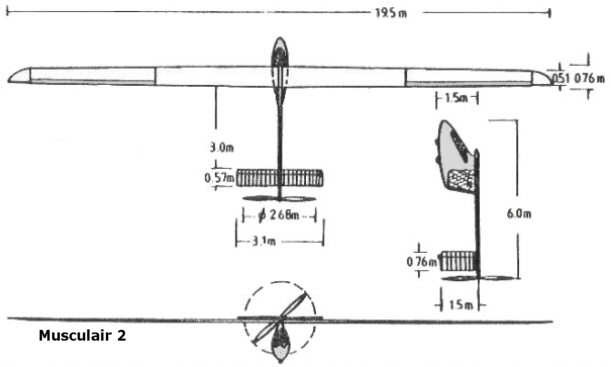
世界速度記録保持機マスキュレアー2

1985年になってグンター・ローヘルトはマスキュレアーを交通事故により失い、これを契機に純粋な速度記録機としてマスキュレアー2の開発に着手した。そして10月2日に1500mのコースを2分2秒で飛行、現在のFAI公認周回路速度記録でもある44.32km/hを樹立し、記録更新によるクレーマー・世界速度記録賞を獲得した。これがクレーマー・世界速度記録賞、最後の獲得となる。当初3分に設定されたクレーマー・世界速度記録賞の目標タイムがおよそ1年半の間に2/3まで短縮されたことになる。マスキュレアー2は前身であるマスキュレアー同様、エネルギー蓄積装置を搭載しない機体であり、その優れた空力設計は後述するダイダロスと共に後の人力飛行機に大きな影響を与えた。

#### 人力旅客飛行の成功
1984年10月2日にマスキュレアーは飛行性能を示す為に、航空ショーにおいて動力として機能しないパイロット以外の乗客を乗せた「旅客飛行」に世界で初めて成功した。(ただし有償ではなく、無償旅客飛行。)乗客はパイロット、ホルガー・ローヘルトの妹であるカトリン・ローヘルトであった（いずれも開発者であるグンター・ローヘルトの子供）。このときの飛行は飛距離500m、高度5mの飛行だった。

### 1985年以降

#### ダイダロス計画
1970年代のバード、バード2（BURD II）に始まったMITの人力飛行機開発は、1979年に複葉機のクリサリス（Chrysalis）で初飛行を達成した。そしてモナークBによるクレーマー・世界速度記録賞獲得の後の1985年、ギリシャ神話に登場する工人・ダイダロスとその息子イカロスの神話に倣ったクレタ島からギリシャ本土まで人力飛行する計画、ダイダロス計画（Daedalus project）が開始された。神話の解釈、期待しうる飛行性能、気象条件から飛行ルートが決定され、最終的にクレタ島からサントリーニ島までの約115kmを飛行する計画となった。

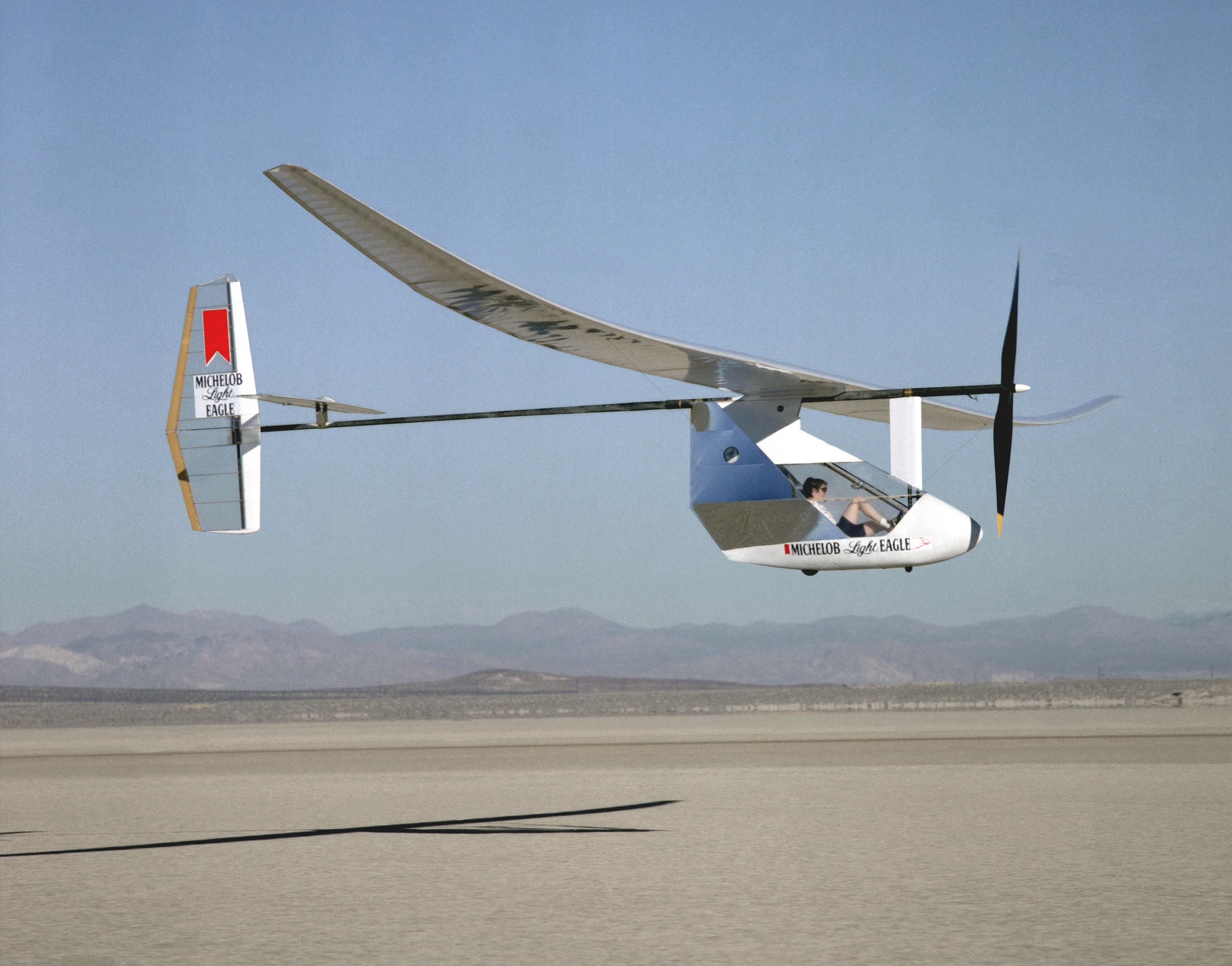
試験飛行を行うダイダロスの試作機、ミシェロブ-ライトイーグル。

機体、パイロット、気象など様々な方面での約1年半に及ぶ事前研究 の後の1986年6月、ダイダロスの原型機となるミシェロブ-ライトイーグルの製作が開始された。ミシェロブ-ライトイーグルはMITの学生と教員ら18人の手によって15000時間を費やし完成され、同年10月に初飛行に成功、飛行試験を開始した。ミシェロブ-ライトイーグルを用いて操舵性能など記録挑戦に必要なさまざまな試験が行われた他、1987年1月には4つの世界記録が樹立された。ミシェロブ-ライトイーグルは優秀な機体であったが、それでもまだ計画に必要な飛行距離、飛行時間を達成するためには必要出力が大きすぎた。ミシェロブ-ライトイーグルで得られた知見を基に、必要出力を低減した記録機、ダイダロスが製作された。ダイダロスは改良された新翼型DAEシリーズの採用や構造、材料の改良などによりミシェロブ-ライトイーグルから10kg近い軽量化を達成した。 一機目のダイダロス、ダイダロス87（当初はダイダロスAと呼ばれていた）は試験飛行において非公式ではあるが、ゴッサマー・アルバトロスの記録を超える飛行も成功させ、記録飛行への準備を整えていった。またダイダロスAの試験飛行の間に二機目のダイダロス、ダイダロス88（当初はダイダロスBと呼ばれていた）の製作も続けられた。
1988年2月、試験飛行中にダイダロス87は墜落、搭乗していたパイロットは無事であったが機体は激しく破損した。その11日後、ダイダロス88が試験飛行に移行し、入れ替わりにダイダロス87の修復が開始された。3月下旬、修復を終えたダイダロス87、試作機のミシェロブ-ライトイーグルと共に記録挑戦機、ダイダロス88はギリシャに輸送された。
ギリシャ到着後、飛行準備が整ってからおよそ3週間、飛行に適した気象条件を待ち続けた。そして気象条件が整った4月23日、ロサンゼルスオリンピック自転車競技ギリシャ代表のカネロス・カネロプーロスの搭乗でクレタ島イラクリオンからサントリーニ島までの飛行に挑戦した。およそ4時間、エーゲ海を飛行した後、サントリーニ島到達目前まで飛行を続けた。ダイダロス88は強風下の着陸の為に風と正対する方向となるサントリーニ島の海岸に対し平行に針路をとったところ、海岸の砂浜で温められた風を受け、主翼および後部胴体が捻れて折損、サントリーニ島の地に届くことなく海岸から約9m手前の海面に墜落、着水した。この飛行により直線飛行距離115.11km、滞空時間3時間54分59秒の世界記録が樹立された。なお、墜落時点でもパイロットは余力を残し、エネルギー補給ドリンクも1/3ほど残っていたため、少なくともあと2時間、天候が穏やかであれば更に3〜4時間程度の飛行すら可能であったとされる。

#### マスキュレアー、ダイダロスの影響とその後の人力飛行機
エネルギー蓄積装置搭載規定がある中で、人力のみでクレーマー・世界速度記録賞を獲得し、世界記録の樹立を達成したマスキュレアーシリーズと飛行距離、滞空時間記録を樹立したダイダロス計画以降、これらの機体及び飛行で培われた技術が公開され、後の人力飛行機に生かされた。

##### 海外における活動
1988年にはそれまでにいくつかの人力飛行機でパイロットを務めたドイツのピア・フランク（Peer Frank）によりマスキュレアーの影響を強く受けたヴェレアー(Velair)が開発され、翌1989年には改良されたヴェレアー89が完成、滑走路上で3100mの飛行に成功している。 1990年にはイギリスでエアグロー(Airglow)が飛行に成功した。
1992年にはオーストラリアでスカイサイクル(Skycycle)が女性パイロットにより飛行に成功している。これらの機体はいずれもマスキュレアーやダイダロス計画の知見が利用されている。ヴェレアーとエアグローは開発後10年以上に渡り運用された。これらはそれ以前の人力飛行機とは異なり、クレーマー賞や世界記録の更新を狙った物ではない。
また、新しいクレーマー賞への挑戦やダイダロスの記録を超えることを目標にした人力飛行機も現れた。70年代のから人力飛行に挑戦していたウェイン・ブリズナー（Wayne Bliesner）が開発したマラソン・イーグル（Marathon Eagle)がクレーマー・マラソン賞を目標とし、レイヴェン(RAVEN)が後者を目標として開発が行われた。しかし、両者とも記録に挑戦したという報告はなされていない。現在でもサウサンプトン大学、ペンシルバニア州立大学などの学生チームがクレーマー賞に向けて人力飛行機の開発を行っている。
また、これまで人力飛行が行われていなかった国でも開発が行われるようになった。2008年には韓国空軍士官学校が人力飛行機の開発に着手し、翌2009年12月に290000ドルを費やした人力飛行機、スカイ・ランナー（Sky Runner）を完成させ、飛行に成功した 他、2012年からは競技会が開催されている。2009年、中国の模型飛行機製造会社OXAIが人力飛行機、MOZI（墨子）の開発に成功、翌2010年の第33回鳥人間コンテスト選手権大会に出場した。同じく2009年、オランダで人力飛行機が開発され、初飛行に成功。2012年の第35回鳥人間コンテスト選手権大会にはこの設計者が来日し、日本人ボランティアと共に製作した機体が出場した。
2012年にはイギリスで新たな人力飛行機競技会、イカロスカップが開催され、翌2013年のイカロスカップ2013は人力飛行機競技会としては初のFAI公認大会となった。

##### 日本における活動

###### 鳥人間コンテスト
詳細は『鳥人間コンテスト選手権大会#歴史』、『鳥人間コンテスト選手権大会#各大会の優勝者・記録』を参照のこと。
日本では1977年から始まった讀賣テレビのバラエティ番組「鳥人間コンテスト」において人力飛行機による記録更新が進み、1986年には人力飛行機専門の部門「人力プロペラ機部門」が開設された。1986年に512mであった優勝機の飛行距離は、1992年には2kmを超え、1996年には10km目前に迫った。1998年には23.6kmを記録して会場である琵琶湖の対岸に到達するに至った。
記録は更に伸び、2003年には3チームが20km超の飛行を実現し、優勝機は彦根市から琵琶湖大橋までの34.6kmを飛行し、なおも余力を残していたが、規定上、橋越え（または潜り）が認められていなかったことから止むを得ず着水したものだった。これを機にルール改正が行われ、折り返しによる距離計測が認められるようになり、2008年には36kmの飛行が実現した。2006年からは従来の飛距離を競う部門の他に速度を競う「人力プロペラ機タイムトライアル部門」が開設された。 速度と機動性が問われる競技であり、2012年に閉回路飛行速度日本記録を樹立した機体は2010年の「人力プロペラ機タイムトライアル部門」の優勝機である。 なお、大会は2017年以降「人力プロペラ機部門」(旧人力プロペラ機ディスタンス部門)と「滑空機部門」の距離競技2種目のみが行われている。本項の人力飛行機が出場する「人力プロペラ機部門」の最高記録は第45回大会(2023年)の69.68㎞である。

###### 公認記録への挑戦
平地からの離陸が必要なFAIスポーツ規定に則った日本航空協会（JAA)公認日本記録も更新された。1990年に日本大学理工学部航空研究会(NASG)が開発したMÖWE-VI改がストークBの記録を超える3708mを記録し、FAIスポーツ規定を満たす日本初の記録樹立となった。1992年にヤマハ発動機の同好会、エアロセプシーが開発した極楽とんぼが4437mを記録した。次の記録更新は2003年、再びエアロセプシーが開発した新しい極楽とんぼで10881mを記録した。翌2004年には2003年の鳥人間コンテストで琵琶湖大橋に到達した優勝機であるメーヴェ20が11874mを記録した。現在の記録は2005年にはメーヴェ21記録した49.172kmである。一方、女性部門では1992年にチーム アクティブ ギャルズが119.045mを22.02秒で飛行し、日本初の女性パイロットによるFAIスポーツ規定を満たす記録樹立に成功。その後1997年にお茶の水女子大学と早稲田大学の同好会、お茶の水人力飛行機研究会が開発したゼフィルースβが直線飛行距離1004.25m、滞空時間3分3秒の記録を残し、現在の女性部門における日本記録となっている。 また、周回飛行速度記録は2012年に技術者によるチーム、Team'F'が開発したNextzによって日本記録樹立に成功した。

###### 世界への挑戦
クレーマー賞や世界記録への挑戦も行われている。Flugantsがクレーマー・マラソン賞への挑戦を表明し、日本記録を二度更新しているヤマハ発動機の同好会・チーム　エアロセプシーがダイダロスを超える世界記録への挑戦を続けている。またNASGも度々世界記録に挑戦しており、2005年の日本記録樹立後も2010年に挑戦している。直線飛行距離のみではなく周回路飛行距離記録への挑戦も行われており、2009年に東北大学Windnautsが琵琶湖で挑戦し、2012年には日本大学が霞ヶ浦での挑戦を計画していた。この他、周回路速度記録の日本記録を樹立したTeam'F'が世界記録を目標に活動を続けている。

### 固定翼機以外
固定翼機以外の人力機の可能性は、固定翼機と同様に古くから検討されてきたが、飛行または浮上の実現には固定翼機以上の時間を要し、一定の成功を収めたのは20世紀末以降となった。

#### 人力ヘリコプター
1980年にシコルスキー人力ヘリコプター賞が設定された。これに初期に挑み大きな成果を残したのは、米国のカリフォルニア州立ポリテクニック大学のグループと、日本の内藤晃を中心とした日本大学のグループで、主要な記録としては、前者は「ダビンチIII」が姿勢補助員つきで1989年に7.1秒間・20cmの浮上に成功、後者は「YURI-I」が1994年に完全自立状態で20cm・19.46秒の浮上に成功した。
その後21世紀に入り、2012年にはメリーランド大学のガメラ2（Gamera II）が1分を超える滞空に成功した。そして、2013年6月13日にカナダのトロント大学から生まれたベンチャー企業、エアロヴェロ（AeroVelo）が開発したアトラス(Atlas)が到達高度3.3m、滞空時間64秒の飛行を成功させ、シコルスキー賞は彼らにより獲得された。
なお、鳥人間コンテストにおいて2001年〜2003年の3大会で「人力ヘリコプター部門」が存在していた。ルールで認められたヘリウムガスによる補助を受けても、滞空時間をわずかに伸ばす程度の性能に留まった。記録も初回のものが最も長く、回を重ねるにつれ滞空時間が短くなった。

#### 人力オーニソプター
2010年にはトロント大学の学生チームにより開発された人力オーニソプター、スノーバードが自動車による牽引で離陸後、はばたきにより19.3秒の継続飛行に成功した。

## 記録の一覧

### 世界記録
人力航空機のFAI公認世界記録を示す。（2014年10月29日時点）
| 種目                | 記録          | パイロット（国籍）                  | 機体名                    | 開発者（国）                            | 達成日        |
| ------------------- | ------------- | ----------------------------------- | ------------------------- | --------------------------------------- | ------------- |
| 直線距離 一般       | 115.11km      | カネロス・カネロプーロス ギリシャ   | ダイダロス88              | マサチューセッツ工科大学 アメリカ合衆国 | 1988年4月23日 |
| 直線距離 女性       | 6.83km        | ルイス・マッコーリン アメリカ合衆国 | ミシェロブ-ライトイーグル | マサチューセッツ工科大学 アメリカ合衆国 | 1987年1月21日 |
| 閉回路飛行距離 一般 | 58.66km       | グレン・トレモル アメリカ合衆国     | ミシェロブ-ライトイーグル | マサチューセッツ工科大学 アメリカ合衆国 | 1987年1月22日 |
| 閉回路飛行距離 女性 | 15.44km       | ルイス・マッコーリン アメリカ合衆国 | ミシェロブ-ライトイーグル | マサチューセッツ工科大学 アメリカ合衆国 | 1987年1月21日 |
| 滞空時間 一般       | 3時間54分59秒 | カネロス・カネロプーロス ギリシャ   | ダイダロス88              | マサチューセッツ工科大学 アメリカ合衆国 | 1988年4月23日 |
| 滞空時間 女性       | 37分38秒      | ルイス・マッコーリン アメリカ合衆国 | ミシェロブ-ライトイーグル | マサチューセッツ工科大学 アメリカ合衆国 | 1987年1月21日 |
| 閉回路飛行速度 一般 | 44.32km/h     | ホルガー・ローヘルト ドイツ         | マスキュレアー2           | グンター・ローヘルト ドイツ             | 1985年10月2日 |

| 種目                    | 記録      | パイロット（国籍）                  | 機体名                | 開発者（国）                    | 達成日        |
| ----------------------- | --------- | ----------------------------------- | --------------------- | ------------------------------- | ------------- |
| 直線距離 一般           | 6.93m     | トッド・レイケルト カナダ           | エアロヴェロ アトラス | エアロヴェロ カナダ             | 2013年6月13日 |
| ホバリング滞空時間 一般 | 64.11秒   | トッド・レイケルト カナダ           | エアロヴェロ アトラス | エアロヴェロ カナダ             | 2013年6月13日 |
| 滞空時間 一般           | 1分37.5秒 | ジャスティン・モーク アメリカ合衆国 | ガメラ                | メリーランド大学 アメリカ合衆国 | 2013年9月25日 |
| 滞空時間 女性           | 53秒      | アレキシス・レイケルト カナダ       | エアロヴェロ アトラス | エアロヴェロ カナダ             | 2013年9月24日 |

### 日本記録
人力航空機のJAA公認日本記録を示す。（2013年3月9日時点）
鳥人間コンテスト選手権大会における記録については「鳥人間コンテスト選手権大会」を参照のこと。
| 種目                | 記録          | パイロット | 機体名        | 開発者                     | 達成日         |
| ------------------- | ------------- | ---------- | ------------- | -------------------------- | -------------- |
| 直線距離 一般       | 49.172km      | 増田成幸   | Möwe21        | 日本大学理工学部航空研究会 | 2005年8月6日   |
| 直線距離 女性       | 1004.25m      | 村岡ちひろ | ゼフィルースβ | お茶の水人力飛行機研究会   | 1997年11月16日 |
| 滞空時間 一般       | 1時間48分12秒 | 増田成幸   | Möwe21        | 日本大学理工学部航空研究会 | 2005年8月6日   |
| 滞空時間 女性       | 3分3秒        | 村岡ちひろ | ゼフィルースβ | お茶の水人力飛行機研究会   | 1997年11月16日 |
| 閉回路飛行速度 一般 | 27.69km/h     | 田村裕貴   | Nextz         | Team'F'                    | 2012年10月22日 |

| 種目          | 記録          | パイロット | 機体名 | 開発者                             | 達成日       |
| ------------- | ------------- | ---------- | ------ | ---------------------------------- | ------------ |
| 滞空時間 一般 | 19.46秒（注） | 池内紀勝   | YURI-I | 内藤晃 /日本大学理工学部航空研究会 | 1994年3月7日 |

（注）：FAIスポーツ規定セクション11（ホバリング到達高度）を満たしていない、参考記録（成績認定のみ）である。

## 構造
人力飛行機は、実用の航空機と比較して微弱な人力を動力として用いるため、低出力での飛行を可能にする低抵抗で軽量な機体が望ましいが、低抵抗に仕上げるための空力的要請と軽量に仕上げるための構造的要請が相反することがしばしばある。
多くの人力飛行機は、主翼、フレーム、プロペラ、コクピット、尾翼に分かれ、その他に機体を操作するための操舵系とプロペラに回転力を伝達する駆動系が存在する。またさらに細かく見ると、主翼は単葉の高翼式（コックピットの上部に主翼がある形態）で、プロペラは単発のトラクター（牽引）方式であることが多い。これは世界記録保持機であるダイダロスの構造に倣っていることが多いためである。本項ではダイダロスを模した人力飛行機に用いられる構造を中心に詳述する。

### 主翼
主翼の構造は大きく主桁、リブ、外皮の3つに分けられる。これらの構造で主翼が生じる空力の作用に耐え、主翼の機能を維持しなければならない。主翼に生じる揚力、抗力はそれぞれ上下、前後方向への曲げの荷重を発生させる。また揚力、抗力の分布によりねじりの荷重が発生する。これらの荷重は同じ主翼であっても迎角や速度によって異なる大きさとなるため注意が必要である。人力飛行機に用いられる材料は軽量で弾性率の低い物が多く、検討が不十分であったり、想定を超える状況下に置かれた場合では、空力による主翼の変形で飛行に必要な空力特性を維持できず飛行の継続が困難となり、顕著な場合では変形が発散し主翼が破壊され、飛行中であれば墜落に至る。
主翼にエルロンやスポイラーを設置する機体があるが、構造的に主翼は剛性が低い傾向にあるため、それらの操舵面の設置によりエルロン・リバーサルのような直接的問題、あるいは可動部設置による剛性低下のような間接的問題を生じる可能性がある。またエルロン装備機では翼幅が大きいためアドバース・ヨーを生じやすく、過去の実験ではエルロン操舵時にアドバース・ヨーモーメントの発生が確認されており、操縦者の意図通りに機能するとは限らない。そのため比較的翼幅が短く、操縦性が求められる機体以外ではあまり用いられない。
また、誘導抗力の低減を狙ってウィングレットを装備している機体もあるが、装備した場合の重量増と得られる効果の兼ね合いが不明（解析が困難）なため各チームの裁量で決められているのが現状である。
なお、主翼は非常に大きいため、保管、運搬のために数枚に分割できるよう設計されていることが多い。この際、分割により応力の伝達が途切れるため、接続部では応力伝達を考慮した構造が求められる。特に応力外皮構造ではねじりの荷重を負担する外皮が途切れることになるため、注意が必要である。

#### 主桁
主桁は揚力を発生する主翼の構造を支持する部品であり、これが折損すると飛行不能となり、飛行中であれば墜落する。従って、十分な強度が要求されるが、強度を求めて重く作ると飛行機全体の重量過多を招き、飛行が困難となる。また強度と同時に主翼の剛性も担う。初期の人力飛行機ではスプルース、バルサ、合板などの木材が用いられていたが、CFRPが入手しやすくなると木材に取って代わるようになった。一部では、ボックス構造にした木材を使用している団体もある。
ダイダロスを模した機体では主桁にはCFRPパイプが用いられる。主桁となるCFRPパイプは主翼で生じる曲げとねじりの両者の荷重を負担する。ダイダロスを含め、多くの場合CFRPパイプは繊維方向が揃った炭素繊維の層を重ねて構成されている。炭素繊維の繊維方向によって強度、剛性が異なるため、必要な強度、剛性を得るために積層構成が工夫される。長手方向に対して45°の繊維がパイプのねじりの荷重を受け持ち、0°の繊維がパイプの曲げの荷重を受け持つので、CFRPパイプの主桁はねじりを受け持つ±45°（あるいは±40°）の層を基礎として揚力による曲げが働く上下方向に0°の層を特に多く重ねた積層構成が採用される。 主桁は機体を飛行させるための全揚力を支える構造物であるため、比較的重い部品となる。そのため主桁を軽く作るために後述する張線を用いることがある。

#### リブ
リブはその主翼の翼断面形状の小骨である。これを主桁に通し、平行にして何十枚も組み合わせることによって翼断面形状を保持、翼面からの荷重を主桁に伝達する。かつてはバルサなどの木材の棒材を翼型の形状に曲げた枠の内部を筋交いを入れたものが用いられ、必要があれば桁との間にも筋交いを入れて面外への変形を防いでいた。1980年代以降はリブに押出しポリスチレンやビーズ法発泡スチロールの板材を採用する機体が多い。発泡プラスチック製のリブを採用する場合はかつてのリブのように筋交いが入れられることは少ないが、剛性を高めるためにバルサやCFRPなどで端面の補強がなされる。主翼の翼型は、低抵抗かつ高揚抗比の層流翼型DAEシリーズ、Wortmann FXシリーズあるいはNACAシリーズ、Epplerシリーズが用いられるが、1980年代後半以降は長距離飛行向けの機体にはMITのマーク・ドレラがダイダロスのために開発したDAEシリーズが多く採用される。高速飛行向けの機体ではシュトゥットガルト大学のフランツ・ヴォルトマン(Franz Xaver Wortmann（ドイツ語版）)が人力飛行機用に開発したFX76MPシリーズやそれを基礎とした翼形状が用いられている。翼型と主翼平面形はレイノルズ数や揚力分布といった空力と主桁寸法などの構造を考慮して決定される。また詳細な設計にはマーク・ドレラが開発した翼型設計解析ソフト、XFOIL（XFOIL）やXFOILを基に低レイノルズ数領域における全機的な空力および安定性解析機能を持つXFLR5が用いられることが多い。

#### 外皮
外皮は、リブと主桁で形作られた骨格を覆う薄板で、主翼の翼面を形成している。現在では外皮は大抵二重構造が採用されている。一層目は、ポリスチレンペーパー や押出しポリスチレンなどを翼の前縁から上面にかけて貼り付け、二層目は、高分子フィルムで翼全体を覆う。このとき、外皮の厚みなどによって、翼面の剛性が変化するため空力性能に影響する。外皮の厚み以外にも翼面の剛性を高める様々な工夫がなされる。また製作された翼形状が設計形状から外れると翼形状本来の性能を引き出せない。よって、外皮の貼り付けは慎重に行わなければならない。

#### 応力外皮構造
上述の構造の他に応力外皮構造と呼ばれる構造が採用される場合がある。これは上述の構造で主桁が担当しているねじり荷重を外皮に負担させる方法で、主桁はパイプのような閉断面である必要がなくなる。ただし主桁に代わり、ねじり荷重を負担するために翼面の大部分あるいは全面を剛性の高い外皮で覆う必要がある。そのため面積当たりの重量では不利となるが、翼弦長の短い主翼を実現させる際には構造上比較的有利となり、長さ当たりの重量を上述の構造と同程度にできるとされる。また、応力外皮化することで主翼剛性の大幅な向上が見込めるため、エルロン装備時のエルロン・リバーサルなど剛性不足による不具合を解消することが期待できる。実際の採用例としては主翼面積が小さく、翼弦長が短くなりやすい速度記録機 や大アスペクト比の主翼 がある。

#### 張線の利用
誘導抗力低減のために機体重量に対して翼幅の大きな主翼を持つことが人力飛行機の特徴であるが、主桁などの機体内部の構造だけでは十分な強度、剛性を得られない場合がある。張線の利用は主要構造に掛かる負荷の一部を張線に分担させることで長大な構造を実現するものである。ただし、張線は機体外部に露出するため空気抵抗の増大に繋がる。初期の人力飛行機は重量が重く必然的に比較的速い飛行速度で設計されていたため、張線の空気抵抗を嫌い採用例は少なかった。しかし、ゴッサマー・コンドル、ゴッサマー・アルバトロスの成功によりその利点が広く認められるようになった。材料の進歩によって張線なしでも長大な翼を製作することが可能となったが、主桁の負担する荷重を減らして主桁の軽量化を図る目的で利用される。
現在においても、長距離飛行向けの機体では長い主桁を軽量に仕上げるために張線を用いる場合があり、多くはダイダロスに倣い上下一対の張線を用いる。上側の張線を着陸張線（グラウンドワイヤー/ランディングワイヤー）、下側の張線を飛行張線（フライングワイヤー/リフトワイヤー）と呼び、それぞれ着陸時、飛行時に荷重を分担する。素材にはピアノ線、ステンレスワイヤー、ポリアミド繊維などの高強度材料が用いられる。着陸張線は機体中心の主翼上にほぼ直立したキングポストと呼ばれる柱で支えられており、キングポストを中心に左右の主翼上面にワイヤーが張られる。飛行張線はほぼ主翼直下に位置するコクピット下部から左右の主翼下面にワイヤーが張られる。
飛行時、長い主翼のあらゆるところで生じる揚力により主桁を上へ曲げようとする荷重が掛かる。この荷重は胴体と接続される翼根部に近づくにつれて急激に増大する。この荷重に対し、主桁のみで負担させる設計では翼根部の重量が増してしまうため、翼の中ほどから飛行張線を張り、荷重の一部を負担することで主桁の軽量化を図る。飛行張線が切れてしまうと、ワイヤーが負担していた荷重が全て主桁にかかり、多くの場合主桁の許容荷重を超えてしまい主桁が折損、主翼が破壊されてしまう。また、飛行張線はコクピット最下部に取り付けられることが多いため、踏みつける危険性があり、飛行張線が張られているときは常に注意を払う必要がある。着陸張線は地上で主翼が大きく垂れ下がることを防ぎ、離着陸時の主翼保持を容易にする役割がある。前述の通り、いずれの張線も主桁の軽量化に役立つ一方で空気抵抗を生じるため、軽量化による必要出力の低減と空気抵抗による必要出力の増加を天秤にかける必要がある。空気抵抗のうち形状抗力は速度の2乗に比例するため、一般的に巡航速度の大きな高速飛行向けの機体では採用されない傾向にある。また、張線を持つ機体では上反角を調整するために張線の長さを変更する方法が採用されることがある。

### フレーム（胴体）
フレームは、機体を形作る上でもっとも重要な要素のひとつである。長大な主翼、操舵力を生む尾翼、プロペラと動力を伝達する駆動系などを接続し、一つの機体として運動させるため、剛性の確保と軽量の両立が求められる。フレームも主翼同様に保管、運搬のために分割できる構造であることが多い。
初期の人力飛行機では胴体は構造的にはコクピットのフレームと、表面はコクピットを覆うフェアリングと連結されており、木材による骨格にフィルム、スチレンペーパー、紙などの外皮を張った構造が多く用いられた。ゴッサマー・アルバトロス以降はCFRPなどのパイプがそのまま胴体として利用される場合が多くなった。また、剛性や強度が不足する場合は主翼同様に張線が用いられる場合もある。

### コックピット
コックピットはアップライト型、リカンベント型を問わず、フレーム構造（ラーメン構造）で形作られることが大半である。材料はかつては金属であったがCFRPが普及してからはCFRPパイプが用いられる。CFRPパイプ同士の接合部にはハンドレイアップ積層法によってカーボンのクロス（織物）を積層させ、剛接合している事が多い。パイロットが搭乗する部位であるので安全性も考慮されなければならない。また、駆動系が設置される基礎であるので高い強度、剛性の要求される。

#### パイロット姿勢
パイロットがペダルを漕ぐ姿勢の違いでアップライト型とリカンベント型の二つに大きく分けられる。アップライト型は、通常の自転車と同じようにまたがってペダルをこぐスタイルで、空気抵抗は大きくなるものの、パイロットにとっては自転車に乗っているようなスタイルとなるので、大きな力が出しやすい。リカンベント型は、背もたれに寄りかかってこぐスタイルで、空気抵抗が小さく、周りのフェアリングによりさらに空気抵抗を小さくすることができるので空気力学上は大きな効果があるが、パイロットにとってはまったく逆になる場合が多く、こぎづらく、大きな力も出せないことが多い。但し、ダイダロスにおける研究ではベテランの自転車競技者においては両者の出力効率に差はないと結論づけられた。 また、鳥人間コンテスト選手権大会において解説を勤めた木村秀政はリカンベント形式について一定の出力を長時間持続させることに適している旨のコメントを残している。

#### フェアリング
コクピットの周囲を覆うフェアリングは、空気抵抗を小さくするために重要である。一方で飛行中にパイロット自身から生じる熱によりパイロットの体力が奪われるため、コクピット内の換気を行うなどして冷却し快適に保つ必要がある。空気の取り入れ口、排気口の位置形状面積などを適切に設定しないと必要以上の空気抵抗の増加を招くため結果的に必要出力の増大を招きパイロットを苦しめることとなる。日本の人力飛行機は鳥人間コンテスト選手権大会を意識した機体が多く、同大会の規則にある緊急時におけるパイロット脱出可能な構造 を実現させるため、強度はコックピットのフレームに全てを持たせ、フェアリング自身は緊急時のパイロットの脱出を考慮してビーズ法発泡スチロール、バルサ、フィルム等の軽量かつ脆弱な材料が使われる。一方、ダイダロスやマスキュレアー2といった世界記録保持機では飛行中にフェアリングが受ける風圧による変形で空気抵抗が増加することを防ぐため、より変形しにくい複合材料が用いられている。

### 尾翼
上下安定を保ち、昇降舵の役目を持つ水平尾翼と、左右安定を保ち、方向舵の役目を持つ垂直尾翼の二つに分けられる。構造としては主翼と変わらない。実用機と異なり、剛性確保や構造簡略化のため尾翼はどちらも全可動式である場合が多い。安定を保つ上で最も重要で、尾翼容積比と呼ばれるパラメータが参考にされる。翼形状には水平尾翼、垂直尾翼共にNACA0009などの対称翼型が多く用いられているが、水平尾翼については安定性や発進性能の向上の為に非対称翼型が用いられる場合もある。また尾翼の位置は飛行機の安定・操縦特性と機体の見た目に大きな影響を与え、特殊な形態としては、尾翼が主翼よりも前方にある先尾翼機や、尾翼が存在しない無尾翼機がある。

### 操舵系
操舵面を駆動するための部品群。古典的な操縦桿と操舵面が操縦索で物理的に接続されたワイヤーリンケージ方式の他、1990年代以降は操縦桿からの電気信号によりサーボモータで舵面を動かすフライ・バイ・ワイヤ（FBW）方式が見られる。近年では機体組立毎の準備と再現性が良い後者が多く採用されるが、信頼性と耐久性の面では前者が有利である。

### 推進系
人体により生じた力を機体の推力に変換する部品群であり、機械的運動を空気に作用させて推力を発生するプロペラとパイロットからプロペラまで動力を伝達する駆動・伝達系の部品に分けられる。推進系の効率はプロペラ効率と駆動・伝達効率の積となり、現実的には75〜90%程度となる。

#### プロペラ
推進力を得るためのプロペラは、人力飛行機においては人間の筋力という限られた力を無駄なく推進力に変換できるかが重要となる。したがって、軽量であることはもちろん、設計された形状および翼型を精度良く再現し、回転中にプロペラ自体に生じる空力などで変形しないよう高剛性に作らなければならない。用いられる材料は、FRPやバルサ材、押出しポリスチレンなどの組み合わせで団体によってまちまちである。構造も様々であるが、CFRP桁とリブの骨格に外皮から成る構造、FRPの外皮のみで構成される応力外皮構造、前者2つを組み合わせた構造などが見られる。

##### 形状設計法
プロペラはプロペラ自身の回転運動による速度と機体が前進する速度が合成された流れの中で推進力を得るために複雑な3次元形状となる。歴史的に人力飛行機の性能向上はプロペラの優れた形状設計法の出現が大きな要因とされる。よく用いられる設計法としてはマサチューセッツ工科大学のイゲン・ララビー（Eugene E Larrabee）が提唱したララビー（Larrabee）法とアドキンスとリーベック（Adkins & Liebeck）の方法がある。
ララビー法は誘導エネルギー最小化によりプロペラ効率向上を狙ったものである。誘導エネルギーを最小とするベッツ（Betz）の条件に基づいており、与えられた設計パラメータについてプラントル（Prandtl）やゴールドシュタイン（Goldstein）が解いたベッツの条件を満たす循環分布を実現するプロペラ形状を求める方法である。MITでクリサリスの開発に関わっていたララビーはマクレディの要請によりゴッサマー・アルバトロスのプロペラを設計した。イギリス海峡横断を成功させた要因の一つがこの高効率のプロペラである。ララビーによる高効率なプロペラはパイロットの消耗を抑えることに成功し、試験においては滞空時間を18分から69分へと向上させた。また、この69分の飛行は体力の限界ではなく、パイロット交代のため着陸予定地点に到着したためであった。ララビー法はMITのドレラによって製作されたソフトウェアXROTORで用いられ、モナークシリーズやダイダロスのプロペラ設計に使用された。アドキンスとリーベックの方法はララビー法の派生型であるが、基本的な考え方はララビー法同じである。アドキンスとリーベックの方法は航空宇宙技術研究所（NAL：現在の宇宙航空研究開発機構/JAXAの前身の一つ）の論文 でBASICによる実装が公開されており、人力飛行機のプロペラ設計法として広く利用されている。前述の通り、ララビー法とアドキンスとリーベックの方法はいずれも必要な推力に対して誘導エネルギー損失を最小化する設計法であり、人力飛行機のような低レイノルズ数領域で影響が大きくなる形状抗力による損失を考慮していないという欠点を持つ。
また、プロペラ後流上の渦により生じるプロペラブレードの各断面の誘導速度を考慮して、各断面上の空力性能を計算する渦法と呼ばれる計算法があり、近年ではこの渦法と非線形最適化手法を用いたJAXAの原田正志が提唱する低レイノルズ数領域向けのプロペラ設計法 や、3次元境界要素法によるプロペラ設計 も提案、実践されている。

##### 配置
プロペラの位置はダイダロスでは機首に取り付けられる牽引式（トラクター）が採用されており、現在の日本の人力飛行機では一般的である。一方で機体の最後尾または主翼直後に取り付けられる推進式（プッシャー）の機体も見られる。牽引式はリカンベント形式との組み合わせで駆動部を軽量コンパクトにまとめることが出来るが、空力的にはプロペラにより加速され乱れた後流が主翼やコクピットに当たるため空気抵抗が増加し、プロペラの推力に損失が出る欠点を持つ。一方、推進式は駆動伝達部が大きくなりがちで重くなりやすく損失が大きくなりやすいが、プロペラの後流が機体や主翼に当たらず空気抵抗が少なく、高いプロペラ効率を維持できる利点を持つ。初期の人力飛行機では高効率なプロペラ設計が確立されていなかったため、プロペラ効率を求めて推進式が採用されることが多かった。 いずれも一長一短あるため、運用、製作実績や機体の目的などから検討する必要がある。

##### 可変ピッチプロペラ
実用プロペラ機と同様に人力飛行機においても可変ピッチプロペラを持つ機体が存在する。可変ピッチプロペラは、飛行中にプロペラの取り付け部の角度を変化させることで最適化を図るプロペラである。これに対し、取り付け角度が固定されたものを固定ピッチプロペラと呼ぶが、固定ピッチプロペラは設計時に設定された条件（対気速度やプロペラ回転数）を外れると性能が低下し、推力不足や必要パワーの増大を生じる。可変ピッチプロペラはこのような性能の低下を抑制することができるため、離陸前の滑走時や加速時に有効である。ただし、プロペラの性能は取り付け角に敏感であるため、可変ピッチ機構には精度が要求され、高い工作技術が必要となる。

#### 駆動系・伝達系
パイロットからの出力を受け止め、プロペラまで伝達する部品群を指す。多くの場合自転車の部品が参考とされる部位である。人力飛行機の中では長時間大きな負荷を繰り返し受ける部位であり、強度以外にも振動、磨耗への耐性が求められるため、金属製の部品が多く用いられる。また、駆動系への負荷はパイロットからの入力のみではなく、着陸前などの理由でプロペラを止めるような急激にプロペラ回転数を低下させた場合にプロペラが風車のように風を受けて回転方向と逆の力を受け、駆動系に通常と逆の負荷が掛かる場合がある。ダイダロス計画において、プロペラからの逆入力が問題を引き起こした。当初プロペラからの逆入力による負荷は考えられていなかったため、試作機であるミシェロブ-ライトイーグルの極めて強度余裕が少なく設計、製作されていたギアボックスは、プロペラからの逆入力により度々破壊されていた。 また、地上滑走時に効率良く加速するためにパイロットからの出力で駆動する車輪、駆動輪を装備した機体も存在する。

##### 駆動方式と伝達効率
駆動方式には大きく分けて、チェーン駆動方式やベルト駆動方式、シャフト駆動方式がある。チェーン駆動方式は比較的軽量で構造が簡素、調整も容易で部品の入手性が良い。シャフト駆動方式はチェーン駆動に比べると重く高い製作精度、加工精度が要求されるが、比較的高効率であると考えられている。パイロットの入力を受けるクランク軸とプロペラ回転軸が90°ねじれているため、何らかの方法で方向を回転軸を変更する必要がある。チェーン駆動方式でよく用いられる解決法がねじりチェーン（twisted chain）方式で、クランク軸のスプロケットとプロペラ回転軸のスプロケット間を一つのチェーンで伝達するもので、文字通りチェーンがねじれた配置となる。駆動効率はねじりチェーン駆動方式では通常平行軸間の伝達で用いられるチェーンよりも落ちると考えられており、回転数により変動するが80%程度という実験結果がある。またチェーンとスプロケットの角度を精確に調整することで効率向上が望めると考える団体も存在する。一方で、シャフト駆動方式は95%程度と言われることもある。ダイダロスではシャフト駆動方式が採られたが、効率面ではなく長時間海上を飛行することを考えた信頼性の高さが評価されたものである。

##### 効率向上の工夫
この他、パイロットからの入力効率を高める工夫がなされることがある。入力効率の向上のため、楕円チェーンリング や楕円クランク機構を採用した例も存在する。
団体によっては軽量な自転車競技用の部品を流用している。現在ではパイロットから得られる出力の脈動を抑えるための装置を搭載した機体も存在する。

##### エネルギー蓄積装置
1980年代前半にクレーマー・世界速度記録賞の規定において、人力で発生させた運動エネルギーを事前に蓄積する補助動力（バッテリーとモーター、ばね、ゴム、フライホイール等）の人力飛行機への搭載を認められた。実際にアメリカではバッテリーとモーターを採用した機体が、日本大学ではゴム動力併用の人力飛行機が製作された。クレーマー・世界速度記録賞が終了した後も、FAIスポーツ規定内ではエネルギー蓄積装置の搭載機が独立したサブクラスとして規定されている。

### 計器系
飛行の必須装備ではないが、飛行時の様々な情報を得るための計器が搭載される場合がある。得られた情報は機体の調整や新しい機体の設計に反映される。搭載される計器としては回転数計、対気機速計が積まれることが多い。その他、加速度計、高度計、舵角計、姿勢指示計、心拍計、GPSなどが搭載される。

## 主な人力飛行機

### 世界の人力飛行機
ダイダロス88
マサチューセッツ工科大学開発。直線飛行距離、滞空時間の世界記録保持機。
ミシェロブ-ライトイーグル
ダイダロスの試作機として開発され、飛行試験の他パイロットのトレーニングにも用いられた。3本のCFRPパイプで構成される特徴的な主翼桁を持つが、この構造はダイダロスには継承されなかった。グレン・トレモルによる閉回路飛行距離記録は現在も破られていない。また、ルイス・マッコーリンの搭乗で、女性記録を樹立。
ゴッサマー・アルバトロス
アメリカ人のポール・マクレディ開発。1979年、ドーバー海峡の横断に成功し、クレーマー海峡横断賞獲得。
ゴッサマー・コンドル
ポール・マクレディ開発。1977年、1/2マイル離れた2点間の8の字飛行に成功し、クレーマー8の字飛行賞獲得。
マスキュレアー1
ドイツ人のグンター・ローヘルト開発。1984年、アメリカ人以外を対象としたクレーマー8の字飛行賞獲得、クレーマー世界速度記録賞獲得（3機目）、人力旅客飛行に成功。
マスキュレアー2
グンター・ローヘルト開発。速度記録更新のために開発されたマスキュレアーの後継機。クレーマー世界速度記録最終獲得機。閉回路飛行速度の世界記録保持機。
エアグロー
RAeSの援助の下、イギリス人のジョン・マッキンタイアーとマーク・マッキンタイアーにより1990年に開発された。現在は所有者が変わり、2012年の第一回イカロスカップで優勝した。
ボッシ＝ボノミ ペダリアンテ1930年代にイタリアで造られた人力飛行機。

### 日本の人力飛行機

#### 日本大学/日本大学理工学部航空研究会開発の機体
リネット（Linnet） シリーズ
日本大学木村研究室開発。1966年2月25日、リネット1が日本初飛行。リネット5まで製作されたがリネット5は完成に至らず、飛行記録が残るのはリネット4までである。リカンベント形式のコクピットを持ち、高く跳ね上がった後部胴体の後端に推進式プロペラが取り付けられた。最長飛行距離はリネット2の91m。
イーグレット（Eagret）シリーズ
日本大学木村研究室開発。1972年から1974年にかけ開発され、イーグレット3まで製作された。プロペラはコクピット直後に上方へ突き出したパイロンに取り付けられ、安定性確保のために後部胴体が延長された。最長飛行距離はイーグレット3の203m。
ストーク（Stork)
日本大学木村研究室開発。1975年から1976年にかけて設計・製作された。コクピットがアップライト形式に変更、15kgの軽量化、後部胴体のさらなる延長など、それまでの機体から大きく変更された。ストークの呼び名にAとBが存在するのは大学に卒業研究の予算を計上する便宜上の目的であり、1975年度はストークAで、1976年度はストークBと呼ぶ。ストークBの時に改修が行われたが、その目的が機体性能を上げるために改造に次ぐ改造の結果だとの見解があるが、それは大きな誤りである。改修の理由は1976年6月4日自衛隊下総航空基地においてパイロット中禮一彦が突然8の字飛行に挑戦し、1回目は8の字の片側旋回に成功、もう片方は旋回途中で中禮の体力に限界がきてペダルの踏み込みが出来なくなり、接地して片翼の翼端を傷めた。同日再度8の字旋回飛行に挑戦したところ翼端が折れ、中禮一彦がペダルの踏み込みを止めたため、ハードランディングでタイヤと同時に胴体フレームを破損したからであり、そもそも機体改修の予定はなかった。機体破損の補修を機にフレームを修理、コクピットの形状もスリム化し、ストークBは1977年1月2日、加藤隆士が乗り込み、世界記録となる2093.9m、4分27秒を記録（但し、FAI規定未整備につき非公認）。
アイビス（Ibis）
日本大学木村研究室/内藤研究室開発。1977年にクレーマー8の字飛行賞獲得を目指し開発されたが、飛行前にゴッサマーコンドルがクレイマー8の字飛行賞を獲得した。ストークを小型、軽量化し、機動性の向上を図った。1980年に木村秀政が退職すると、内藤研究室に引き継がれた。内藤研究室では主翼桁を木材からCFRPとアルミニウムハニカムに置き換え、日本大学開発の人力飛行機で初めて複合材料が用いられた人力飛行機となった。最長飛行距離は1100m、滞空時間2分15秒。
ミラン（MiLan）シリーズ
日本大学内藤研究室開発。1981年から1982年にアメリカ人以外を対象としたクレーマー8の字飛行賞獲得を狙い開発された。ミラン81、ミラン82の2機が製作され、共にアップライト形式のコクピット、張線を用いたCFRPチューブラ構造、押出しポリスチレン製のリブが採用された。ミラン81は双胴双尾翼型でエルロンを装備していた。ミラン82はミラン81がエルロンの抵抗により墜落したことをうけ、エルロンが排され、同時に単胴へと変更された。また東京大学の東昭による新しいプロペラを採用した。1983年3月に鈴木正人の搭乗でアメリカ人以外を対象とするクレーマー8の字飛行賞に挑み、2度の旋回を成功させたが、1500m地点で着地し、クレーマー賞獲得を逃す。
スイフト（Swift）シリーズ
日本大学内藤研究室開発。1983年から1985年にかけてクレーマー世界速度記録賞獲得を目指し開発された。クレーマー世界速度記録賞賞の規定で認められたゴム式のエネルギー蓄積装置を搭載した。スイフトA,B,Cの3機が製作され、エネルギー蓄積装置のゴムは胴体内に格納された。スイフトA、Bは共にリカンベント形式のコクピットとコクピット直後のパイロンに取り付けられた推進式プロペラが採用された。スイフトCではコクピットをアップライト形式に、プロペラを牽引式に改められた。最長飛行距離はスイフトCの1406m。
メーヴェ（MÖWE）シリーズ
学生主体で運営される日本大学理工学部航空研究会による開発。日本大学で人力飛行機を卒業研究に取り入れた木村秀政による命名。1984年のMÖWE I、MÖWE II 以降、現在に至るまで製作されている。「鳥人間コンテスト選手権大会」への出場の他にも日本記録を3度更新している。
- メーヴェVI改（MÖWE-VI改/MÖWE-VI B）

1990年3月30日に埼玉県妻沼滑空場でストークBの記録を破る直線飛行距離3,708.232mを記録。日本初のFAIスポーツ規定に基づく記録樹立となる。悪天候により中止された鳥人間コンテスト選手権大会出場機MÖWE-VIにコクピット形式の変更、翼幅の延長などの改造を施した機体。
- メーヴェ20（Möwe20）

2003年に開催された第27回鳥人間コンテスト選手権大会で、出発地点から南方限界点である琵琶湖大橋まで到達し、着水命令により着水、34654.10mを記録した。翌2004年にはFAIスポーツ規定に基づいた記録飛行を行い、日本記録を更新した。
- メーヴェ21（Möwe21）

2004年に開催された第28回鳥人間コンテスト選手権大会出場機であったが、競技は悪天候のため中止された。翌2005年にFAIスポーツ規定に基づく直線飛行距離、滞空時間の日本記録を樹立。現日本記録保持機（直線飛行距離49.172km、滞空時間1時間48分12秒）。

#### 他団体の機体
SM-OX
前田健一の設計で福岡第1高等学校航空機関科が製作した、日本大学のリネットシリーズと同時期の機体。1971年に飛行距離69mの記録を残す。
極楽とんぼシリーズ
1983年に日本大学OBの鈴木正人を中心に結成されたヤマハ発動機の同好会、「チーム エアロセプシー」開発。「鳥人間コンテスト選手権大会」では初の対岸到達を含む6度の優勝を達成。1993年と2003年の二度、直線飛行距離、滞空時間の日本記録を更新した。2013年にはパイロットに自転車競技選手の山本和弘を迎え、気象条件の不適合で中止された2010年に引き続き、直線飛行距離、滞空時間で世界記録の樹立を目指している。
Nextz
愛知県の技術者を中心としたチーム、「Team'F'」開発。速度競技用機として開発された小型、高速、高剛性な機体。2012年、日本初の閉回路飛行速度記録を樹立（記録：時速27.69km）。
ハイパーチック "コトノ" リミテッド（HYPER-CHick "KOTONO" Limited）
大阪の社会人を中心としたチーム、「アクティブギャルズ」開発。女性用人力飛行機として開発された。1992年、パイロットとして堀琴乃が乗り込み、飛行距離、滞空時間の女性日本記録を初めて樹立。
ゼフィルースβ（Zephyrusβ）
お茶の水人力飛行機研究会開発。1997年、パイロットとして村岡ちひろが乗り込み、飛行距離、滞空時間の女性日本記録を更新。女性部門における現日本記録保持機。

### 人力ヘリコプター
昇空器（丸岡式人力ヘリコプター）
1903年に歌人発明家丸岡桂らが製作した人力ヘリコプター。飛行には至らなかったが、存在が確認されている日本最古の重航空機となった。
ダ・ヴィンチIII
カリフォルニア・ポリテクニック大学開発の人力ヘリコプター。高度20cm、滞空時間7.1秒を記録。
YURIシリーズ
日本大学が開発した人力ヘリコプター。1994年、YURI-Iが滞空時間19.4秒の世界記録（FAIスポーツ規定の高度に達していないため日本航空協会認定の参考記録）を樹立。記録時の高度は20cm。
ガメラ（Gamera）シリーズ
メリーランド大学開発の人力ヘリコプター。滞空時間の世界記録保持機。脚力のみでなく、腕力も利用している。
アトラス（Atlas）
カナダのベンチャー企業、エアロヴェロ開発の人力ヘリコプター。2013年に滞空時間60秒以上、獲得高度3m以上の課題を達成し、イゴール・シコルスキー人力ヘリコプター賞を獲得した。

### 人力オーニソプター（はばたき機）
スノーバード
トロント大学の学生チームにより開発された。2010年、FAI立会いの下、自動車の牽引によって離陸の後世界初のはばたきによる継続飛行に成功した。

## 展示・保管
いくつかの人力飛行機は博物館などに展示あるいは保管されており、見学可能なものが存在する。また、大学祭や滑走路を使用したイベントなどで人力飛行機の展示が行われる場合がある。

### 海外
| 機体名                     | 収蔵施設・機関                                                                            | 所在地                           | 公開状況    | 展示写真 | 備考 |
| -------------------------- | ----------------------------------------------------------------------------------------- | -------------------------------- | ----------- | -------- | --- |
| ダイダロス87               | ワシントン・ダレス国際空港ターミナルB停留所                                               | アメリカ・ワシントンD.C.         | 展示        |          | 2009年までボストン科学博物館に展示されていた。                                                                        |
| ダイダロス88               | 国立スミソニアン博物館                                                                    |                                  | 非公開 保管 |          | |
| ゴッサマー・アルバトロス   | 国立スミソニアン博物館・国立航空宇宙博物館別館スティーブン・F・ウドバー・ハジー・センター | アメリカ・ワシントンD.C.         | 展示        |          | |
| ゴッサマー・アルバトロスII | シアトル航空博物館                                                                        | アメリカ・ワシントン州シアトル   | 展示        |          | 海峡横断挑戦の予備機。のちにNASAにおいて低速機の特性研究に用いられた。                                                |
| ゴッサマー・コンドル       | 国立スミソニアン博物館、国立航空宇宙博物館                                                | アメリカ・ワシントンD.C.         | 展示        |          | |
| マスキュレアー             | ドイツ博物館                                                                              | ドイツ・ミュンヘン               | 展示        |          | |
| マスキュレアー2            | ドイツ博物館別館シュライスハイム航空館                                                    | ドイツ・オーバーシュライスハイム | 展示        |          | |
| SUMPAC                     | ソレント・スカイ博物館                                                                    | イギリス・サウサンプトン         | 展示        |          | |
| アブヒラシャ (Abhilasha)   | 国立航空テーマパーク・アヴィオドローム                                                    | オランダ・レリスタット           | 展示        | 写真     | デルフト工科大学の学生(当時)、ジェシー・ファン・カウク(Jesse van Kuijk)が2009年に製作したオランダ初の人力飛行成功機。 |
| HVS                        | ジンスハイム自動車・技術博物館                                                            | ドイツ・ジンスハイム             | 展示        |          | |

### 国内
| 機体名                       | 収蔵施設・機関                 | 所在地               | 公開状況    | 展示写真                             | 備考 |
| ---------------------------- | ------------------------------ | -------------------- | ----------- | ------------------------------------ | --- |
| HYPER-CHicK "KoToNo" Limited | 岐阜かかみがはら航空宇宙博物館 | 岐阜県各務原市       | 展示        |                                      | |
| ゼフィルースβ                | 石川県立航空プラザ             | 石川県小松市         | 展示        |                                      | |
| CHick-2000                   | 青森県立三沢航空科学館         | 青森県三沢市         | 非公開 保管 |                                      | 常設展示当時の動画 アクティブギャルズが開発した女性用人力飛行機。応力外皮翼や高剛性テールブームなどが装備された。必要出力160Wは世界最小と言われる。 |
| 人力飛行機                   | 仙台市科学館                   | 宮城県仙台市         | 展示        |                                      | 2014年11月29日から常設展示。 東北大学Windnautsが鳥人間コンテスト2011年、2012年に連覇した2機を展示用に復元した複合型機体。 |
| 極楽とんぼ                   | 河口湖自動車博物館・飛行舘     | 山梨県南都留郡鳴沢村 | 展示        | 写真                                 | 期間限定開館。 1986年第10回鳥人間コンテスト選手権大会の優勝機で極楽とんぼシリーズの初号機。 |
| SAKUZO-IV                    | 所沢航空発祥記念館             | 埼玉県所沢市         | 保管        | 写真                                 | 格納庫一般公開日のみ公開 日本大学理工学部航空研究会OBが中心となって製作されたSAKUZOシリーズの一機。1994年、第18回鳥人間コンテスト選手権大会優勝機。 |
| ストーク                     | 科博廣澤航空博物館             | 茨城県筑西市         | 展示        |                                      | かつて東京都上野で常設展示されていた国立科学博物館の収蔵品 石井潤治を中心とした製作者らによる修復後、施設一般公開開始日(2024年2月11日)から常設展示。 |
| YURI-I                       | 岐阜かかみがはら航空宇宙博物館 | 岐阜県各務原市       | 非公開 保管 |                                      | Clip 常設展示時。4ローターの内の1つとローターを支持するトラス構造の一部 リニューアル休館前の2016年9月25日までは常設展示されていた。写真 |
| A DAY FLY                    | 河口湖自動車博物館・飛行舘     | 山梨県南都留郡鳴沢村 | 展示        | Clip 二重反転ローターを持つA DAY FLY | 期間限定開館。 後にYURI-Iを成功させる内藤晃の最初の人力ヘリコプター。非公式ながら数秒の浮上に成功したとされる。 |
| シーガル2 (Seagall II)       |                                |                      | 非公開      |                                      | かつて浜松科学館（静岡県浜松市）に展示されていた。写真 チーム エアロセプシー初期の機体の一つ。1986年、第10回鳥人間コンテスト選手権大会人力プロペラ機部門に極楽とんぼ（初代）とともに出場、1位、2位を独占した。ゴッサマー・コンドルを小型化したような先尾翼型機。 |

## 人力飛行機を扱った作品
人力飛行機およびそれに関わる活動を主題とした作品、もしくはそれらが大きな役割を持つ作品を示す。

### 映像作品
"The Fight of the Gossamer Condor"（英語版）ゴッサマー・コンドルの開発を描いた短編ドキュメンタリー映画。1978年公開。1979年、第51回アカデミー賞のアカデミー短編ドキュメンタリー映画賞受賞作品。
"The Light Stuff"（ノヴァ（Nova(TV series)（英語版））　シーズン16エピソード9、1988年11月22日放送）ダイダロス計画を追ったドキュメンタリー。
『運命の滑走』（『プロジェクトX〜挑戦者たち〜』第124回、NHK制作、2003年9月13日放送）日本大学による日本初の人力飛行の様子を描いたドキュメンタリー。
『トリガール！』後述の小説を原作とした実写映画作品。2017年劇場公開。

### 小説
- 『終末の鳥人間』（雀野日名子、光文社、ISBN 978-4-334-92837-7）
- 『週末の鳥人間』（雀野日名子、光文社、ISBN 978-4-334-91065-5）
- 『トリガール！』（中村航、角川マガジンズ(角川グループパブリッシング)、ISBN 978-4-04-731868-7）
- 『イカロス・レポート』（竹田 真太朗、講談社、ISBN 978-4-06-218938-5）
- 『鳥のように飛ぶ』（キース・シャーウィン、奥地幹雄訳、大陸書房、ASIN B000J8WJ8OISBN)
- 『ガンピの翼ストーク』（おおえとしこ、文芸社、ISBN 978-4-286-22911-9)

### 漫画
- 『コミック版プロジェクトX挑戦者たち　運命の滑走　日本初　人力飛行機に挑む』（いつきたかし・NHKプロジェクトX制作班、宙出版、ISBN 978-4776791010）
- 『ふわり!』（元町夏央、月刊!スピリッツ/ビッグコミックス、小学館）
- 『そよ風テイクオフ』（うみのとも、まんがタイムきららMAX、芳文社）

### ミュージカル
- 『飛べ!京浜ドラキュラ』（滝沢ふじお、1982年、製作：シアターアプル、81プロデュース）

### 模型
- エアロベース人力飛行機シリーズ模型メーカー、エアロベースによる実在する人力飛行機をモデルとした金属板製の組み立てキット。

### ゲーム
- 『プロップサイクル』（ナムコ、1996年）